# 촐라 왕조
촐라(타밀어: சோழர் 촐레)는 기원전 3세기부터 서기 1279년까지 남인도의 타밀라캄 지역에 존재하던 타밀계 왕조로, 전성기에는 광대한 해양 제국인 촐라 제국을 통치했다. 촐라 왕조에 대한 가장 오래된 언급은 마우리아 제국의 황제 아소카의 통치 기간인 기원전 3세기에 만들어진 비문에서 찾을 수 있다. 촐라 제국은 서기 9세기 중반에 제국을 형성하며 전성기를 누렸다. 체라, 판디아와 함께 타밀라캄 삼왕 중 하나였던 이 왕조는 기원전 13세기까지 다양한 영토를 통치했다.
초기에는 체라, 판디아와 함께 타밀라캄의 패권을 겨루었으며 카리칼라때 전성기를 맞이한 후 서기 3세기경에 쇠퇴하였으나, 9세기 후반부터 비자얄라야에 의해 촐라 제국으로서 부활하여 13세기 초까지 남아시아 남부에서 동남아시아까지 세력을 떨치는 해상 제국으로 번영하였다. 라젠드라 1세에 의한 갠지스 원정과 스리비자야 정벌은 촐라 제국의 대표적인 정복 활동이었으며, 특히 스리비자야의 막강한 해군을 격파하는 등 촐라 제국은 당시 남아시아·동남아시아에서 최강의 해상 전력을 지니고 있었다. 1010년부터 1153년까지, 촐라 제국은 남쪽으로는 몰디브와 스리랑카, 북쪽으로는 안드라프라데시까지 영토를 확장하였는데, 라자라자 1세는 스리랑카섬의 아누라다푸라 왕국과 인도양의 몰디브 제도를 정벌하였으며, 라젠드라 1세는 갠지스강 유역과 동남아시아의 스리비자야를 정벌하였다. 그러나 1251년부터 판디아 왕국이 부흥하기 시작하며 촐라 제국은 점점 쇠퇴하였고, 결국 1279년에 판디아 왕국에 의해 멸망되면서 촐라 왕조는 막을 내렸다.
믈라카 술탄국의 술탄들은 말레이 연대기 《세자라 멜라유》에서 자신들이 촐라 황제의 후손이라고 주장하였으며, 오늘날 말레이시아에는 페락주의 라자 쿨란처럼 이름이 촐란 또는 출란으로 끝나는 수많은 제후들이 존재하고 있다. 필리핀 세부섬에 존재하던 세부 왕국의 라자들 또한 자신들을 촐라 황가의 후손이라고 여겼다.

## 기원
촐라는 초다(Choda)라는 이름으로도 알려져 있다. 고대 타밀어 문학과 비문의 언급에서 그 고대성이 분명하게 드러난다. 중세 후기 촐라는 긴 고대의 혈통을 주장하였다. 서기 150년경 초기 상감 문학에 언급된 바로는 초기 왕조의 왕이 서기 100년 이전에 앞서 존재했다는 것을 암시한다. 기원전 3세기의 아소카 칙령에서 촐라는 남쪽에 존재하는 이웃 국가 중 하나로 언급되었다.
7세기 이전의 촐라에 대한 문헌 자료는 거의 없으며, 사원에 대한 비문을 포함한 역사적인 기록은 그 이후의 것이다. 지난 150년 동안 역사가들은 고대 타밀어 상감 문학, 구전 전통, 종교 문헌, 사원 및 동판 비문과 같은 다양한 자료에서 주제에 대한 중요한 지식을 수집하였다. 초기 촐라의 정보를 얻을 수 있는 주요 사료는 상감 시대의 고대 타밀어 문학이다. 또한 에리트레아해의 페리플러스(Periplus Maris Erythraei)와 후대의 지리학자 프톨레미는 촐라국의 마을, 항구 및 상업에 대한 간략한 정보들을 남겼다.  서기 5세기에 쓰여진 불교 문헌 《마하밤사》에서는 기원전 1세기에 일어난 스리랑카와 촐라 주민들 사이에서 발생한 수많은 갈등을 설명한다. 기원전 273년부터 기원전 232년까지 새겨진 아소카 석주 비문에서 촐라는 아소카에게 복속되지 않았지만 그와 우호적인 관계를 맺고있는 왕국들 중 하나라고 언급된다.
정론은 촐라가 체라 및 판디아와 같이 태고의 지배층 또는 일족의 이름이라는 것이다. 주석가인 파리메라자가르는 "촐라족, 판디아족, 체라족과 같은 고대 혈통을 가진 사람들의 자선은 그들의 재산이 줄었음에도 불구하고 영원히 관대하다."라고 말했다. 촐라에 일반적으로 사용되는 다른 이름은 질리(கிள்ளி), 발라반(வளவன்), 셈비얀(செம்பியன்) 및 체니이다.  질리는 아마도 타밀 단어 킬(கிள்)에서 유래했을 것으로 추정되는데, 이 단어는 땅을 파거나 쪼개는 것을 의미하며 땅을 파는 사람이나 일꾼의 생각을 전달한다. 이 단어는 종종 네둔질리, 날란질리 등과 같은 초기 촐라 인명의 필수 부분을 형성하지만 후기로 갈수록 점차 사용이 줄어들었다. 발라반은 아마도 다산과 관련이 있으며 비옥한 국가의 소유자 또는 통치자를 의미하는 "발람"(வளம்)이라는 단어에서 유래한 것으로 보이며, 셈비얀은 일반적으로 시비 왕의 후손을 의미하는 것으로 간주된다. 초기 촐라의 전설에서 시비 왕은 매에게 쫒기는 비둘기를 구하기 위해 스스로를 희생하며 자타카 불교 이야기 중 《시비 자타카》의 주제를 구성한다. 타밀어 사전에서 촐라는 소아지 또는 사아이를 의미하며, 판디아 또는 옛 나라의 영역에서 새로 형성된 왕국을 나타낸다. 체니는 타밀어로 머리를 의미한다.

## 역사

### 전기 (기원전 3세기 ~ 서기 250년)

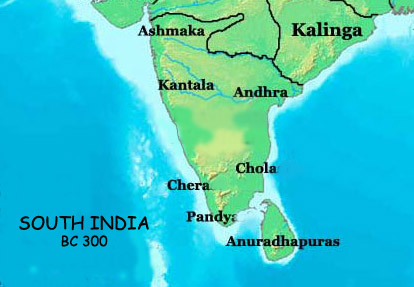
기원전 300년경 타밀라캄의 촐라, 판디아, 체라

촐라의 기원을 신화적으로 설명한 고대 타밀어 문학인 상감 문학에 따르면 촐라는 인도 신화에 등장하는 전설적인 가문인 수리야밤사의 후손으로 여겨진다. 상감 문학에 기록되어 있는 최초의 촐라 국왕은 벨 벨 타다카이 페루비랄킬리라는 인물이었다. 또 다른 촐라 국왕으로 일라체첸니가 기록되어 있으며, 일라체첸니는 왐퍼와 바두가르를 이긴 사람으로 아카나누루 곡에서 칭송받고 있다. 역사적으로는 기원전 3세기경 타밀족 계통의 씨족인 촐라족이 인도 남부를 흐르는 카베리강 유역에 우라이유르를 수도로 하여 촐라국을 세웠다. 촐라는 판디아, 체라와 함께 타밀라캄에 존재하던 3개의 군주국으로서, 나머지 군주국인 판디아, 체라와는 사이가 좋지 않아 서로 자주 충돌하였다. 또한 초기 스리랑카의 역사에 대해 기록된 역사서인 《마하밤사》에 따르면 엘랄란이라는 이름의 촐라 왕자가 기원전 205년부터 기원전 161년까지 아누라다푸라 왕국을 지배했다는 기록이 존재하는데, 이를 보아 스리랑카섬에도 영향력을 떨치던 것으로 보인다.
전기 촐라의 전성기를 이끈 왕은 서기 120년부터 210년까지 재위했다고 전해지는 카리칼라 왕으로, 그는 일라체첸니의 아들이었다.  카리칼라는 티루마발라반 또는 페루발라탄이라는 이명으로 알려져 있다. 카리칼라의 아버지는 그가 아직 태아로 있을 때 사망하였으며, 그는 태아 상태에서 왕위에 올랐다. 카리칼라라는 단어는 탄 다리를 의미한다.
카리칼라는 촐라 왕조를 칸치푸람과 카베리강 유역으로 확장하도록 이끌었다. 후기 역사가들은 그의 성공과 업적이 크게 과장되었다고 말한다. 그는 왕좌에 대한 장자권을 잃었고 수년 동안 투옥되었다. 그들은 카리칼라가 감옥에서 탈출하여 권력을 장악했다고 묘사한다. 카리칼라는 감옥에서 교도관을 죽임으로써 탈출했으며 점차 명성과 영광을 얻었다. 서기 130년경 카리칼라는 베니 전투에서 체라 국왕 페루체랄라탄과 싸웠다. 상감 문학가는 베니 전투에서 페루체랄라탄이 카리칼라가 뒤에서 쏜 화살에 맞은 것을 치욕으로 여겨 전투가 끝난 이후 자살하였다고 기록하였다. 어쨋든 베니 전투에서 체라·판디아 연합군을 격파하고 11 벨리르들을 물리친 카리칼라의 통치는 오래 지속되었다. 그는 촐라국의 수도를 카베리파타남으로 천도하였으며, 아누라다푸라 왕국에서 잡아온 포로 1만 2천여명을 동원하여 카베리강에 160km에 이르는 거대한 제방을 쌓아 관개농사를 짓도록 하는 등 전기 촐라를 크게 성장시켰는데, 이 제방은 세계에서 가장 오래된 댐이었다. 또한 당시 수도였던 카베리파타남에서 이 같은 거대한 부두의 유적이 발굴되면서 이곳이 무역과 상업의 중심지였음을 짐작할 수 있다. 그러나 카리칼라 왕 사후 촐라는 체라·판디아 연합군의 군세에 밀리며 점차 쇠퇴하였으며, 서기 250년경 판디아에 점령당하면서 전기 촐라는 막을 내리게 된다.

### 공위기 (3세기 ~ 848년)
상감 시대 말기인 서기 3세기부터 판디아와 팔라바가 타밀나두를 지배하기까지 약 3세기에 걸친 과도기에 대한 정보는 많지 않다. 타밀나두주 북부에서 새로이 출현한 타밀계 왕조인 칼라브라는 타밀 국가를 침공하여 촐라를 비롯한 기존 왕국들을 몰아내고 그 지역을 통치하였으며, 6세기에 팔라바와 판디아에 의해 추방되었다. 9세기에 비자얄라야가 즉위할 때까지 이어지는 3세기 동안 촐라의 행방에 대해서는 알려진 바가 거의 없으며, 아마도 당시 촐라의 세력은 여러 곳으로 흩어져 버렸던 것으로 추정된다. 서기 4세기 초, 칼라브라의 왕인 아츄타 칼라팔란이 우크라푸람에서 카베리 강둑을 통치한 것으로 보이며 그의 치세 동안 촐라 영토의 지배권을 두며 칼라브라와 팔라바 간의 경쟁이 일어나기도 하였다.
탄자부르 안팎에서 발견된 비문에 따르면, 6세기부터 9세기까지 3세기 동안 무타라이야르라는 이름의 왕조가 상감 시대 촐라의 영토에 속했던 탄자부르를 통치하였으며, 이들은 848년에서 851년 사이에 탄자부르에서 일랑고 무타라이야르가 비자얄라야에게 생포당하며 멸망하였다. 이 시대의 비문과 문헌에는 촐라 왕이 카베리 강둑에서 계속 살았다고 전해지는 것을 제외하고는 어떠한 역사적 정보도 찾아볼 수 없다.
촐라의 세력이 감소하고 판디아 및 팔라바가 북부와 남부로 세력을 확장하던 이 시기에, 이 왕조는 자신들보다 더 성공적인 통치하에 있던 경쟁국들에게 피난처와 후원을 요구할 수밖에 없었다. 촐라는 우라이유르 인근의 축소된 영토를 계속 통치하였으나, 그 권한은 작은 수준이었다. 판디아와 팔라바는 촐라의 세력이 줄어들었음에도 불구하고 촐라 공주를 혼인 상대로 받아들였는데, 아마도 그들의 명성에 대한 배려였던 것으로 추정된다. 이 시기의 수많은 팔라바 비문에는 그들이 촐라 국가의 통치자들과 싸웠다고 언급되어 있으며, 이러한 영향력과 권력의 상실에도 불구하고, 비자얄라야가 우라이유르 주변 지역의 옛 수도에서 명성을 얻을 때까지 그 지역을 완전히 상실했을 가능성은 거의 없다.
칼라브라와 무타라이야르의 지배로 인해 촐라의 위세가 약화될려고 하자 촐라의 차리칼란 3세는 칼라브라와 무타라이야르를 촐라 영토에서 몰아내고 팔라바 왕 트릴로사나 팔라바를 물리침으로써 톤다이나두를 차지하였으나, 차리칼란 3세 사후인 서기 550년에 팔라바의 왕 심하비슈누에 의해 촐라는 팔라바의 지배하에 놓였다. 이후 한 동안 촐라 왕실은 자신들의 영토인 타밀나두 남부를 떠나 팔라바에 속한 타밀나두 북부와 안드라프라데시 남부로 이주하였다.
차리칼란 3세의 아들인 난디바르마 촐란은 벤카타말라이 북쪽의 카다파, 찬드라기리, 아난타푸르 및 콜라르 지역과 벤카타말라이 남쪽의 칼라티, 넬로르, 티루파티, 치토르 및 푼가누르 지역을 통치하였으며, 난디바르마 촐란의 아들이자 후계자인 심하비슈누 촐란은 팔라바와 전쟁을 벌였지만, 그의 후계자들인 순다라난다 촐란과 타난자야 촐란은 팔라바국에 항복하였으며, 팔라바, 찰루키아, 동강가 출신의 공주와 결혼하였는데, 이들을 이른바 레나트 촐라라고 부르며, 영토에 존재하던 숲을 벌목하고 넬로르, 치토르, 푼가누르 및 티루파티와 같은 새로운 마을들을 건설하기도 하였다. 또한 서기 550년에 카르나타카를 통치한 강가 왕 중 하나인 드루비단 대왕은 우라가푸람을 통치한 차리칼라 촐란의 자손인 촐라 왕 파라마 차티리에의 딸로 일컬어지는 촐라 공주를 아내로 맞이하였다.

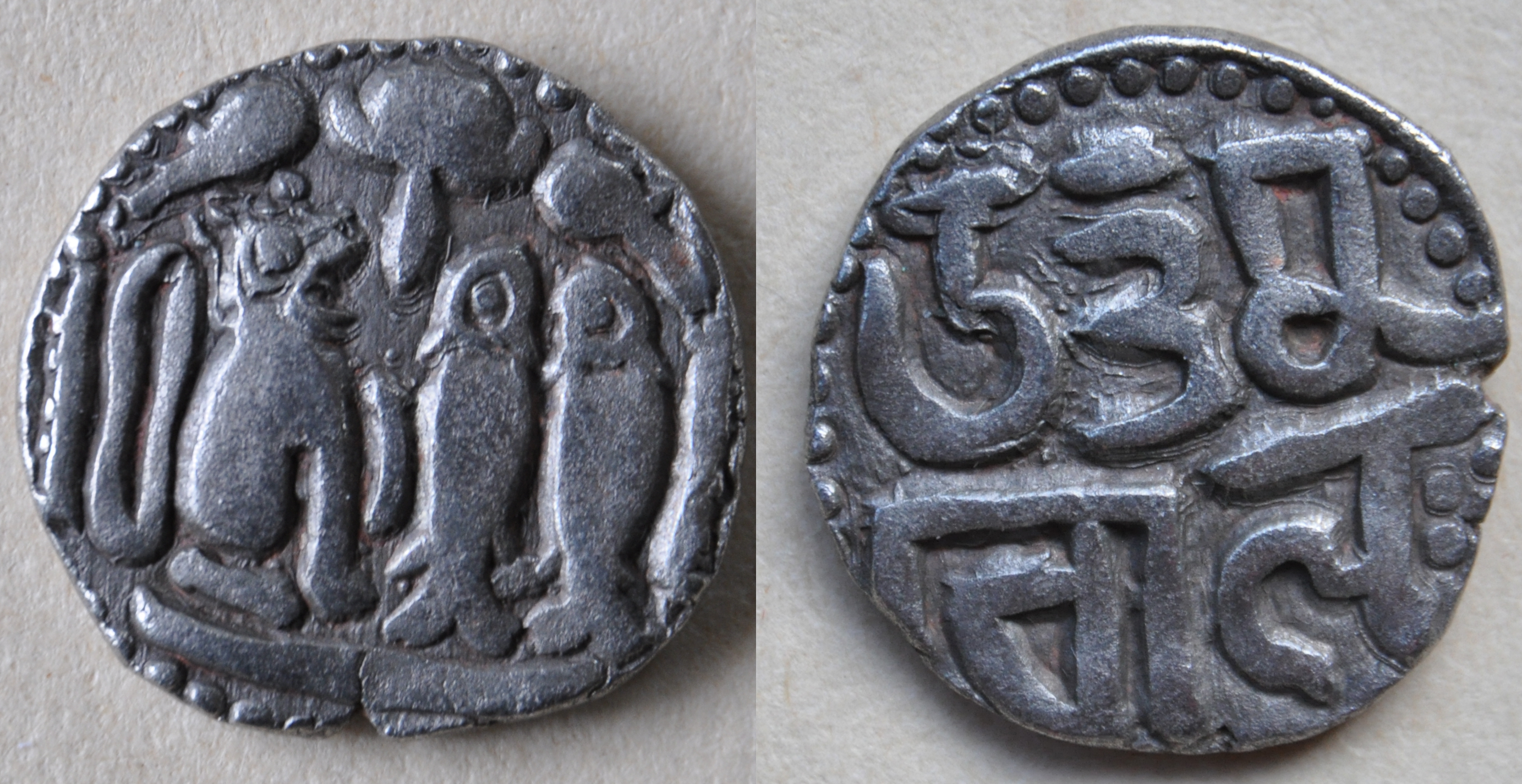
스리랑카에서 발견된 우타마 촐라의 초기 은화로 촐라의 호랑이 문양과 나가리 문자가 새겨져 있다.

한편 7세기경에는 오늘날 안드라프라데시주에서 촐라 왕국이 번성하였는데, 이 텔루구 촐라는 상감 시대 초기 촐라의 후손임을 자처하고 있지만 이들이 초기 촐라족과 어떤 관련이 있는지는 알려져 있지 않다. 아마도 타밀 촐라의 한 지파가 팔라바 시대에 북쪽으로 이주하여 판디아와 팔라바의 지배적인 영향력에서 벗어나 그들만의 왕국을 건설하였을 가능성이 있다. 639-640년 칸치푸람을 방문한 중국인 순례자 현장은 그 곳에서 수개월 동안 머무르며 텔루구 촐라를 가리키는 것이 분명한 "쿨리야 왕국"에 대한 글을 쓰기 시작하였다. 또한 푼니야쿠마라 촐란의 치세에 직접 쿨리야를 방문한 현장은 《대당서역기》에서 이들이 촐라 차리칼란 왕조에 속하며, 이들의 영토가 탄야 카다감로부터 남서쪽으로 200마일 떨어진 곳에 위치하고 둘레는 480석이며 수도는 2석이라고 언급하였다. 궁극적으로 이 시기의 촐라 왕들은 타밀나두에서 그들의 지배를 다시 확립할 때를 고대하고 있었으며, 이들은 몇 명의 하급 군주와 혼인관계를 맺어 잃어버린 영향력을 되찾으려 하였다.

### 중기 (848년 ~ 1070년)

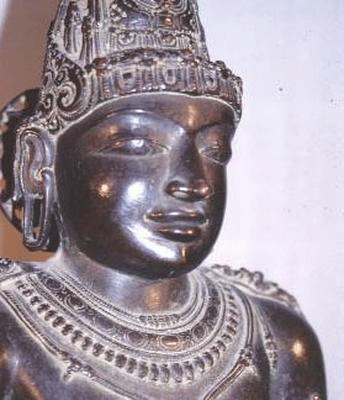
탄자부르의 브리하디스바라 사원에 있는 라자라자 1세의 동상.

8세기경 촐라 지역은 팔라바 왕국의 지배를 받고 있었지만, 촐라 지역의 토후이자 촐라 왕가의 후예인 비자얄라야가 판디아와 팔라바 사이의 갈등을 이용해 848년에 탄자부르를 점령하고 수도로 삼은 후 팔라바 왕국으로부터 독립을 선포하면서 촐라 왕조가 부활하였으며, 촐라 제국이 형성되었다.
885년 아디티야 1세 치하의 촐라 제국은 팔라바 제국과 함께 마두라이의 판디아 왕조를 격파하고 칸나다 지방의 상당 부분을 점령했으며 서강가 왕조와 혼인 관계를 맺었다. 이후 아디티야 1세가 팔라바 왕국을 멸망시키고 톤다이만달람을 점령했다. 925년 아디티야 1세의 아들 파란타카 1세는 스리랑카를 정복했으며, 파란타카 1세는 또한 발랄라 전투에서 라슈트라쿠타의 크리슈나 2세를 물리쳤다. 이후 파란타카 1세는 타크콜람 전투에서 라슈트라쿠타의 크리슈나 3세에게 패배했고 그의 아들인 라자디티야 촐라는 타크콜람 전투에서 라슈트라쿠타에게 톤다이만달람 지역을 빼앗겼다.
파란타카 2세의 치하에서 촐라는 다시 세력을 회복했다. 황태자 아디티야 카리칼란이 지휘하는 촐라군은 판디아를 무찌르고 톤다이만달람까지 영토를 확장했다. 아디티야 카리칼란은 정치적 음모로 암살당하자, 파란타카 2세 이후 웃타마 촐라가 촐라 황제가 되었고, 웃타마 촐라 이후 라자라자 1세가 즉위하였다.

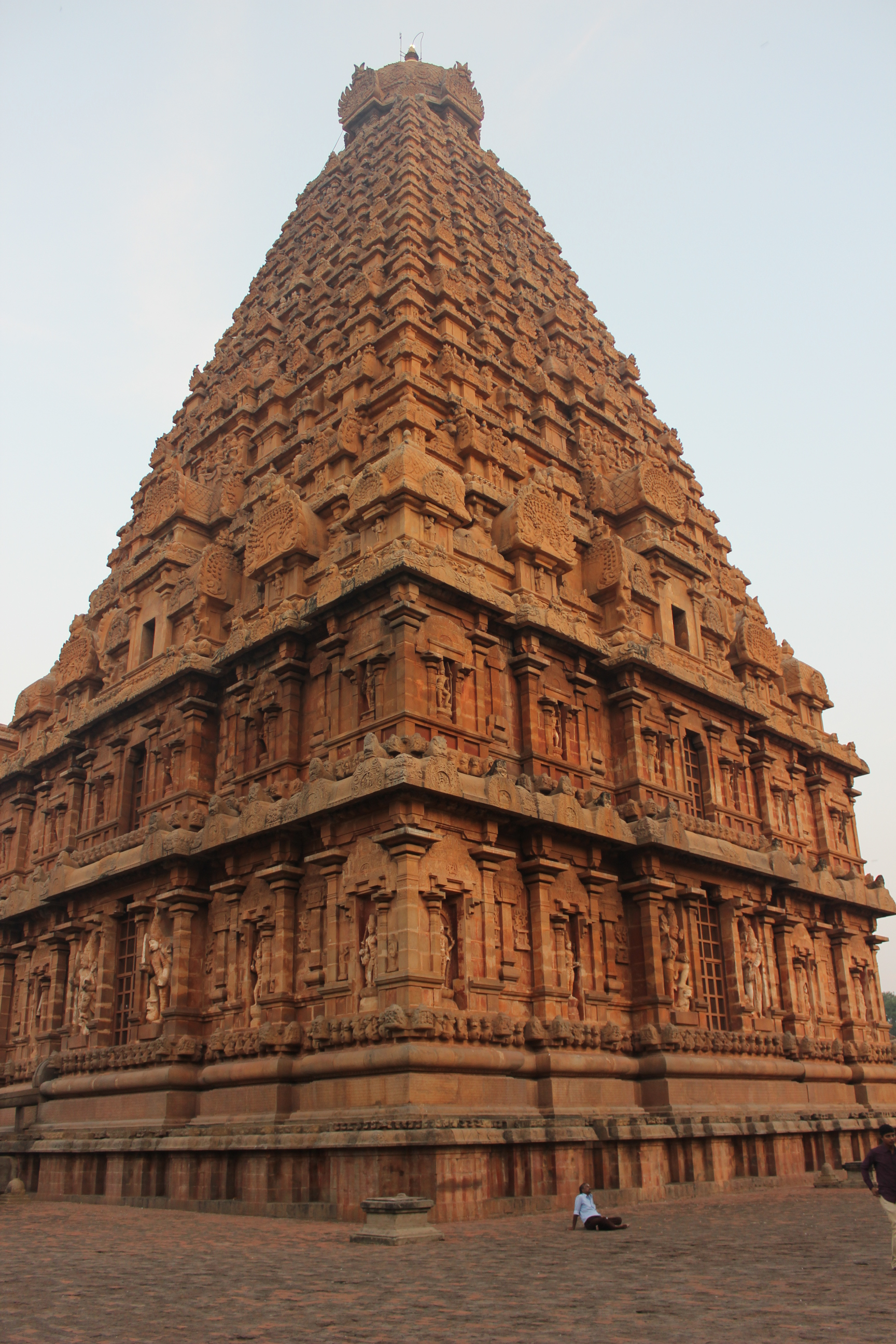
탄자부르 브리하디스와라 사원의 고푸람.

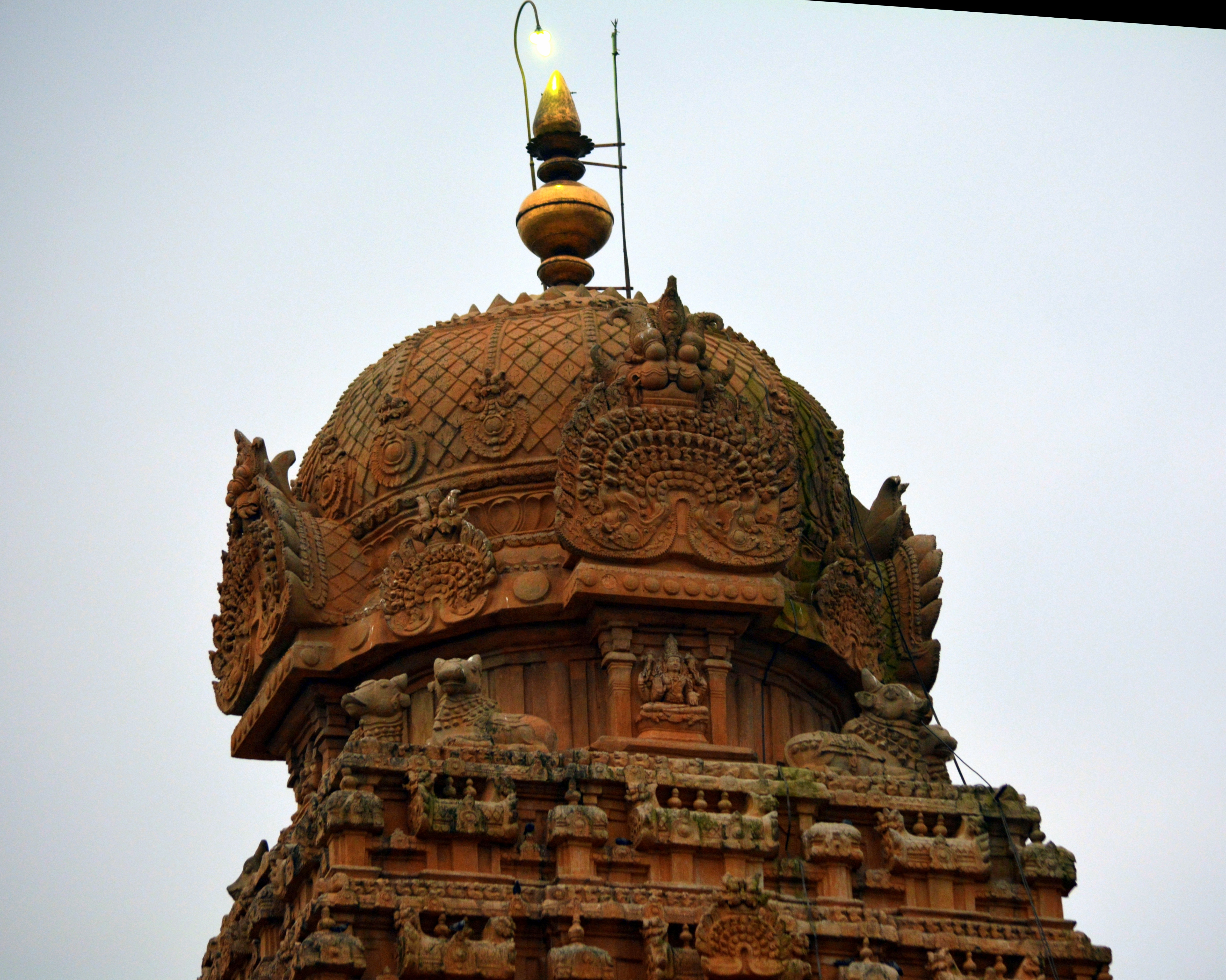
둥근 돔(25톤)인 브리하디스와라 사원의 시카라는 팔각형이며 무게가 80톤인 단일 화강암 블록 위에 놓여 있다.

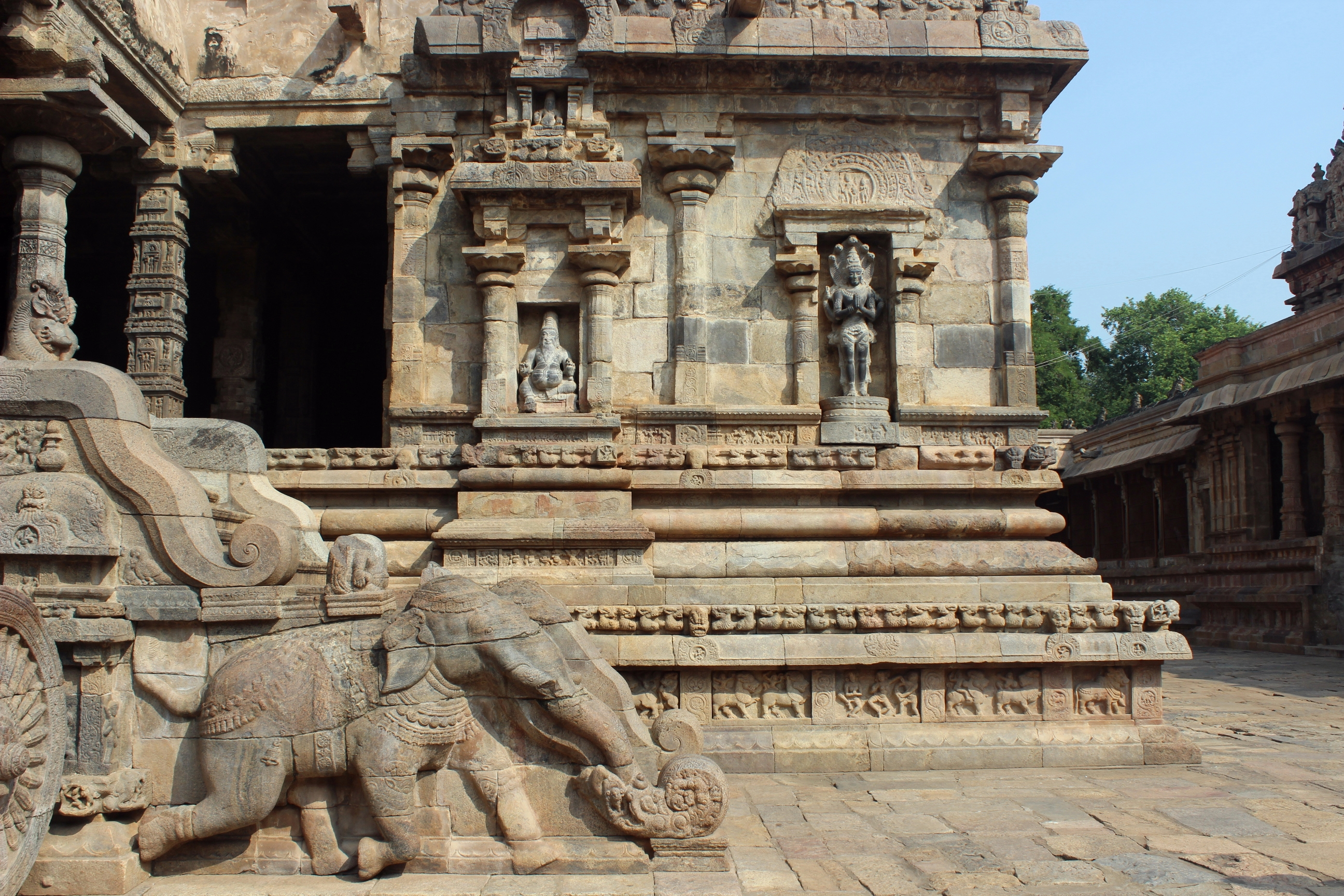
인도 타밀나두주 탄자부르구의 다라수람에 있는 아이라바테스와라 사원.

라자라자 1세와 라젠드라 1세 치세는 촐라 제국의 최전성기로서, 이 시기의 촐라 제국은 남쪽의 스리랑카섬과 몰디브 제도에서부터 북쪽의 고다바리-크리슈나강 유역, 바트칼의 콘칸 해안, 말라바르 해안(체라 국가). 동남아시아의 수마트라섬과 말레이반도까지 진출하였다. 라자라자 1세는 지칠 줄 모르는 정력을 지닌 통치자였으며 전쟁에서 보았던 것과 같은 열의로 통치 임무에 전념하였다. 그는 자신의 제국을 왕실의 통제 하에 촘촘한 행정망으로 통합함과 동시에 지방 자치를 강화하였다. 그는 제국의 자원을 효과적으로 정리하기 위해 1000년에 토지 측량을 실시하였으며, 1010년에는 오늘날 남인도 지역의 대표적인 사원들 하나인 브리하디스와라 사원을 짓는 등 힌두교 지원에도 힘을 쏟았다. 또한 당시 아라비아 상인들의 주요 거점인 몰디브 제도를 공격해 정복하였으며, 스리랑카섬의 아누라다푸라 왕국을 정벌해 수도인 아누라다푸라를 파괴하는 등 정복 활동에도 힘을 쏟았다. 라자라자 1세는 이외에도 강에 댐 등의 시설 등을 건설하거나 무역 지원이나 광산 및 염전 시설들을 건설하는 등 촐라 제국의 내정에도 힘썼다.
1014년부터 촐라 제국의 황제로 즉위한 라젠드라 1세는 1017년에 스리랑카섬의 아누라다푸라 왕국을 정복한 후 아누라다푸라 국왕 마힌다 5세를 생포하였다. 1019년부터 1024년까지는 북쪽의 오디샤를 정복하고 벵골 지역의 팔라 제국을 물리침으로써 갠지스강 유역까지 진출하였으며, 이를 기념하기 위하여 1025년 타밀나두 지역에 강가이콘다 촐라푸람이라는 도시를 건설한 후 촐라 제국의 새로운 수도로 삼았다. 이후 라젠드라 1세는 해군을 통해 동남아시아 지역에 진출하여 스리위자야 해군을 무찌르며 인도양 지역의 제해권을 장악하였으며, 이는 스리위자야의 쇠퇴를 야기했다. 당시 기록에 의하면 스리위자야의 수도인 팔렘방을 비롯해 탐브라링가, 케다 등 스리위자야 도시 14곳이 촐라 제국에 의해 점령되거나 약탈당했다고 한다. 라젠드라 1세의 원정은 말레이 사람들에게 큰 인상을 남겼으며, 그의 이름은 중세 말레이어 연대기 《세자라 멜라유》에도 기록되었다. 그는 또한 칸나다의 라슈트라쿠타, 찰루키아, 탈라크카드, 콜라르 등의 영토를 정복했다. 라젠드라의 영토에는 갠지스-후글리-다모다르 분지, 스리랑카와 몰디브가 포함되었으며, 동인도 해안을 따라 갠지스강까지 이르는 왕국들은 촐라의 종주권을 인정하였다. 1016년, 1033년, 1077년에 3개의 촐라 외교 사절이 송나라에 파견되었다. 또한 비라라젠드라 촐라는 다양한 장소에서 벌어진 많은 전쟁에서 서찰루키아 제국의 소메슈바라 2세를 물리치고 비크라마디트야 6세와 동맹을 맺었으며, 11세기 후반에는 스리위자야의 영토인 케다를 정복하였다.

### 후기 (1070년 ~ 1279년)

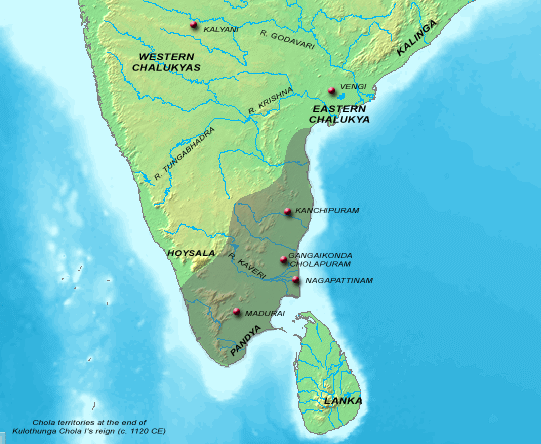
쿨로퉁가 1세 치세의 후기 촐라 강역.

동찰루키아와의 혼인 및 정치적 동맹은 라자라자가 벵기를 침공한 후 통치하는 동안에 시작되었다. 라자라자의 딸은 찰루키아 왕자 비말라디티야와 결혼하였고, 라젠드라의 딸 암만가 데비는 동찰루키아 왕자 라자라자 나렌드라와 결혼하였다. 이처럼 3대에 걸쳐, 동찰루키아의 왕족들은 촐라 황실과 결혼했고, 이들은 동찰루키아 왕조만큼이나 촐라 왕조에 대한 소속감을 느꼈다. 벵기의 찰루키아 왕자 라젠드라 찰루키아를 찬양하며 쓰여진 서사시인 칼링가투파라니에 따르면, 그는 "그의 어린 시절을 강가이콘다 촐라푸람에서 보냈고 촐라국의 왕자들과 사람들에게 친숙한 사랑을 받았다"고 한다. 비라라젠드라의 아들 아티라젠드라가 1070년 내란으로 암살되자 라젠드라 찰루키아는 쿨로퉁가 1세(1070–1122)로서 촐라 황제에 즉위하면서 후기 촐라 또는 찰루키아-촐라 시대를 시작하였다.
쿨로퉁가 1세는 그의 삼촌 비자야디티야 7세와 화해하고, 벵기를 평생 통치할 수 있도록 허락했다. 1075년 비자야디티야가 죽으면서 동찰루키아 왕조는 끝났고, 벵기는 촐라 제국의 속주가 되었다. 쿨로퉁가 1세는 아들들을 자신의 대리인으로 보내 통해 속주를 통치했다. 쿨로퉁가 1세와 비크라마디티야 6세 사이에 오랜 싸움이 벌어졌다. 쿨로퉁가의 긴 통치 기간은 불필요한 전쟁을 피하고 신하들의 존경을 받는 비할 데 없는 성공과 번영으로 특징지어졌다. 쿨로퉁가의 성공은 이후 100년 동안 제국의 안녕을 가져왔지만, 쿨로퉁가는 스리랑카 섬의 영토를 잃고 판디아 영토를 상실하기 시작했다.
후기 촐라 왕조는 쿨로퉁가 1세, 그의 아들 비크라마 촐라, 그리고 라자라자 2세, 라자디라자 2세, 그리고 칼링가, 일람, 그리고 카타하를 정복한 쿨로퉁가 3세와 같은 유능한 통치자들이 주도하였다. 쿨로퉁가 1세와 비크라마 촐란과 같은 후기 촐라 황제 치하에서도 벌어지던 찰루키아와의 전쟁은 주로 카르나타카의 찰루키아 영토나 벵기, 카킨나다, 아난타푸르, 구티와 같은 텔루구 지역에서 벌어졌으며, 그 후 이전의 호이살라, 세부나, 카카티야와 같은 봉신국들을 꾸준히 세력을 확장하며 마침내 찰루키아를 대체하였다. 비슈누바르바나 지배하의 호이살라에 의한 북부 중앙 카르나타카에 있는 다르와르 점령과 함께, 1149년경 호이살라의 수도인 드와라사무드라를 관리하는 아들 나라심하 1세와 함께 1150년에서 1151년경까지 35년 넘게 찰루키아의 수도를 점거한 칼라추리의 대두와 함께 찰루키아 왕국은 이미 해체되기 시작하였다. 쿨로퉁가 3세 지배하의 촐라는 촐라 황제의 사위인 비라 발랄라 2세가 지배하던 호이살라를 지원하며 찰루키아의 해체를 가져오는데 협력하였으며, 1185년부터 1190년까지 소메슈바라 4세와의 일련의 전쟁에서 승리하며 서찰루키아를 물리쳤다. 마지막 찰루키아 왕의 영토에는 찰루키아의 이전 수도인 바다미, 만야케타 또는 칼야니도 포함되지 않았으며, 이로써 1135-1140년 이후로 이름으로만 존재했던 찰루키아가 최종적으로 해체되었다.
한편, 1150년에서 1280년 사이의 기간 동안 촐라의 가장 강력한 적대자는 전통적인 영토에서 독립을 쟁취하려는 판디아 제후였다. 이 기간 동안 촐라와 판디아 사이의 끊임없는 전쟁이 있었다. 촐라는 칼링가의 동강가와 정규전을 치렀고, 촐라의 지배에서 거의 독립적인 세력으로 남아 있던 벵기를 보호하였으며, 또한 자신의 봉신국들인 텔루구 촐라, 벨라난티 촐라, 레난두 촐라 등과 함께 동부 해안을 지배하였다. 또한 항상 촐라의 랑카 점령을 전복하려고 시도한 싱할라인들과도 지속적으로 싸웠지만 이후 촐라 황제 쿨로퉁가 1세 시대까지 촐라는 랑카에 대한 확고한 통제권을 쥐고 있었다. 이후 촐라 황제인 라자디라자 2세는 그들의 전통적인 친구인 랑카의 왕의 도움을 받은 5명의 판디아 제후 연합을 제압할 만큼 충분히 강했다. 쿨로퉁가 3세는 랑카 및 마두라이의 반란과 소란을 진압하여 촐라의 지배를 강화하고 카루부르에서 비라 발랄라 2세 휘하의 호이살라 장군을 물리쳤으며, 타밀 국가, 동부 강가바디, 드라크샤라마, 벵기 및 칼링가의 전통적인 영토를 유지하였다. 그 후, 그는 비라 발랄라 2세와 촐라 공주를 혼인시켜 혼인 관계를 맺음으로써 호이살라와의 우호 관계를 개선시켰다.
그러나 1218년 라자라자 2세부터 마지막 황제 라젠드라 3세까지의 후기 촐라의 지배는 850-1215년 사이의 황제들만큼 강력하지 않았다. 라자라자 2세(1146~1175년) 치하의 촐라 제국은 850~1150년만큼 강력하지는 않았지만 여전히 영토를 거의 상실하지 않은 상태였으며, 1215년 쿨로퉁가 3세가 통치할 때까지 촐라 행정과 영토 보전은 1215년까지 안정적이었고 매우 번영하였지만, 그의 치세에 해당하는 1215~16년에 마라바르만 순다라 2세에게 패배한 후 촐라 세력의 쇠퇴가 시작되었으며, 그 후 싱할라 세력이 부활하며 랑카섬에 대한 통제권도 상실한 촐라는 랑카섬에서 쫓겨났다.
라자라자 3세 이후 그의 후계자인 라젠드라 3세 치하의 촐라는 상당히 약했기 때문에 지속적인 문제를 겪었다. 한 봉건 카다바 족장인 코페룬칭가 1세는 한때 라자라자 3세를 인질로 잡기까지 하였다. 12세기 말에 찰루키아가 쇠퇴하고 호이살라의 영향력이 커짐에 따라 칸나다국의 주역으로 자리를 잡았지만, 그들 역시 찰루키아의 수도를 점령하고 있던 세우나족과 칼라추리족 등 새로운 라이벌의 출현이라는 끊임없는 문제에 직면하였다. 그러자 호이살라는 촐라 군주와 결혼 관계를 맺은 호이살라 비라 발랄라 2세를 물리쳤던 쿨로퉁가 3세 시대부터 촐라와 우호적인 관계를 유지하는 것이 편리하다는 것을 알았으며, 이 우호 관계는 쿨로퉁가 촐라 3세의 아들이자 후계자인 라자라자 3세 시대까지 지속되었다.
호이살라는 이 기간 동안 타밀 국가의 정치에서 분열을 조장하는 역할을 하였다. 그들은 타밀 왕국 간의 단결 부족을 철저히 이용하고 한 타밀 왕국을 다른 왕국과 교대로 지원함으로써 촐라와 판디아가 모두 잠재력을 최대한 발휘하지 못하게 하였다. 라자라자 3세 치세 동안 촐라 편을 들던 호이살라는 카다바 족장 코페루징가와 판디아를 물리쳤고 타밀 국가에 존재감을 확립하였다. 라자라자 3세의 뒤를 이은 라젠드라 3세는 촐라의 부를 되살리기 위해 과감한 조치를 취한 훨씬 더 나은 통치자였다. 그는 멀리 쿠다파까지 발견된 그의 비문에 의해 입증된 바와 같이 북쪽으로 성공적인 원정을 이끌었다. 그는 또한 마라바르만 순다라 2세를 포함한 두 명의 판디아 왕자를 물리치고 판디아를 촐라의 지배에 잠시 복종시켰다. 비라 소메슈와라 지배하의 호이살라는 이번에는 촐라의 부활을 막기 위해 판디아의 편으로 재빠르게 개입하며 촐라를 격퇴하였다. 남부의 판디아는 강대국으로 올라갔고 결국 호이살라를 말라나두나 칸나다 국가에서 추방했는데, 이들은 촐라의 동맹이던 타밀족 국가였으며 촐라 자체의 멸망은 궁극적으로 판디아에 의해 야기되었다. 판디아는 마라바르만 순다라 2세와 그의 유능한 후계자들에 의해 처음으로 타밀 국가와 스리랑카, 남부 체라 국가, 텔루구 국가의 영토를 꾸준히 장악하였다. 자타바르만 순다라 1세는 라자라자 3세 지배하의 촐라와 소메슈와라 지배하의 호이살라 연합군에 여러 차례 패배를 가했으며, 이는 소메슈와라의 아들 라마나타 이전까지 지속되었다. 1215년부터 판디아는 점차 타밀 지방의 주요 세력이 되어 마두라이-라메스와람-일람 남부 체라 지방과 칸야쿠마리 벨트에서 입지를 공고히 했고, 딘디굴, 티루치, 카루르, 사티야만갈람 사이의 카베리 벨트, 탄자부르, 마유람, 치담바람, 프리드다찰람, 칸치 등 카베리 삼각주에서 꾸준히 영토를 확장해 나갔다. 판디아는 1250년까지 아콧, 티루말라이, 넬로르, 비사야와다이, 벵기, 칼링감으로 진출했다.
판디아는 꾸준하게 호이살라와 촐라를 모두 패주시켰으며, 자타바르만 순다라 1세는 칸나누르 쿠팜에서 호이살라를 물리치고 그곳을 탈취하였다. 라젠드라의 치세 말기에 판디아 제국은 번영의 절정에 있었고 외국인 관찰자들의 눈에는 촐라 제국의 자리를 차지한 것처럼 보였다. 라젠드라 3세의 마지막 기록 연대는 1279년이다. 라젠드라의 뒤를 이어 다른 촐라 황자가 곧바로 계승했다는 증거는 없다. 호이살라가 마라바르만 쿨라세카라 1세에 의해 1279년경 칸나누르 쿠팜에서 패주하고 같은 전쟁에서 마지막 촐라 황제 라젠드라 3세가 패주하며 촐라 제국은 완전히 멸망했고 촐라 왕조는 13세기 말 비자야나가라 제국 시대까지 무명으로 가라앉았다.
16세기 초, 탄자부르의 왕 비라세하라 촐라가 무명에서 일어나 남쪽의 판디아 제후의 영지를 약탈했다. 비자야나가라 제국의 보호를 받고 있던 판디아 왕은 황제에게 호소했고, 그에 따라 라야는 남쪽에 주둔하고 있던 자신의 대리인(카랴카르타) 나가마 나야카에게 촐라를 쳐부수라고 명령했다. 그러자 나가마 나야카가 촐라를 물리쳤지만 한때 충성스러웠던 크리슈나 데바 라야의 장교는 황제를 무시하고 마두라이를 지키기로 결심했다. 크리슈나 데바 라야는 아버지를 물리치고 마두라이를 비자야나가라의 통치로 회복시킨 나가마의 아들 비슈와나타를 파견했다고 전해진다. 촐라의 마지막 혈통인 비라세하라 촐라의 운명은 알려지지 않았다. 그는 비자야나가라군과 교전 도중에 전사했거나 상속인들과 함께 처형되었을 것으로 추측된다.
인도가 아닌 다른 곳에서는 촐라 왕조가 살아남았다. 세부아노 구전 전설에 따르면 촐라 왕조의 반군 분파가 16세기까지 필리핀에서 계속 생존했으며, 세부섬에 정착한 라자무다 스리(Rajamuda Sri)에 의해 세부 라자국이라고 불리는 인도화된 말라야-타밀계 지역 왕국이 건국되기도 하였다. 스리 루메이는 타밀족과 말레이족의 혼혈로, 이전에 촐라가 점령한 스리위자야에서 태어났다. 마하라자의 명령으로 원정군의 기지를 건설하기 위해서 세부 섬으로 파견된 루메이는 반란을 일으켜 자신의 독립 라자국을 건국하였으며, 인도화된 이 왕국은 스페인인과 라티노계 군인들과 함께 멕시코에서 필리핀으로 항해해 온 콩키스타도르 미겔 로페스 데 레가스피에 의해 정복당할 때까지 번성하였다.

## 영토
타밀어 문헌에 따르면, 촐라국은 오늘날 타밀나두주의 티루치라팔리구, 티루바루르구, 나가파티남구, 아리발루르구, 페람발루르구, 푸두코카이구, 탄자부르구와 카라이칼구 부근에 위치하고 있었다. 카베리강과 그 지류는 일반적으로 평평한 나라의 풍경을 지배하며 주요 언덕이나 계곡에 의해 끊어지지 않고 점차 바다쪽으로 기울어진다. 폰니(황금) 강으로도 알려진 이 강은 촐라 문화에서 특별한 위치를 차지하였다. 카베리강의 연간 홍수는 아디페루쿠로 알려진 축하 행사가 되었으며 전국에서 참여하였다.
카베리강 삼각주 근처 해안에 위치한 카베리파티남은 주요 항구 도시였다. 프톨레미는 이 도시를 카베리스로 알고 있었고, 그리고 다른 항구 도시 나가파티남은 촐라의 가장 중요한 중심지였다. 이 두 도시는 무역과 상업의 중심지가 되었으며 불교를 포함한 많은 종교 신앙의 중심지가 되었다. 로마 선박이 이 항구로 들어가는 길을 찾았으며, 수세기에 걸친 동시대 초기 로마 동전이 카베리강 삼각주 근처에서 발견되었다.
다른 주요 도시는 현재 쿰바코남으로 알려져 있는 탄자부르, 우라이유르 및 쿤단타이 등이 있다. 라젠드라 1세가 촐라의 수도를 강가이콘다 촐라푸람으로 옮긴 후 탄자부르는 그 중요성을 잃었다. 

## 문화적 유산

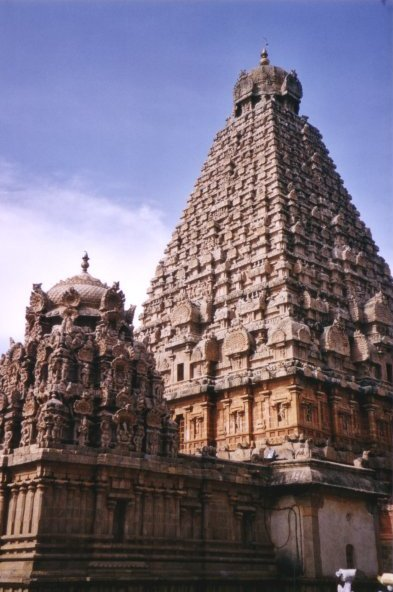
촐라 제국 시대에 탄자부르에 건설된 브리하디스와라 만디르

촐라의 통치 아래 타밀 지역은 예술, 종교, 음악 및 문학 분야에서 새로운 수준의 우수성에 도달했다. 이 모든 영역에서, 촐라 시대는 팔라바 시대 초기에 시작된 운동의 정점을 찍었다. 장엄한 사원 형태의 기념비적 건축물과 석조와 청동 조각은 이전 시기의 인도에서 달성할 수 없었던 수준에 이르렀다.
촐라의 카다람(케다)과 스리비자야 정복 및 중화 제국과의 지속적인 상업적 접촉을 통해 촐라가 지역 문화에 영향을 미칠 수 있었다. 오늘날 동남아시아에서 발견되는 힌두교 문화의 영향은 촐라의 유산으로 인한 것이다. 예를 들어, 인도네시아의 프람바난에 있는 거대한 사원 단지는 남인도 건축과 많은 유사점을 보인다.
믈라카 술탄국의 통치자들은 말레이 연대기 《세자라 멜라유》에서 자신들이 촐라 황제의 후손이라고 주장하였다. 오늘날 말레이시아에는 페락주의 라자 쿨란처럼 이름이 촐란 또는 출란으로 끝나는 많은 왕자가 존재하고 있다. 촐라 통치는 오늘날 말레이시아에서 기억되고 있으며, 이름이 촐란 또는 출란으로 끝나는 수많은 제후들이 존재하고 있는데, 그 중 하나가 페락주의 라자 쿨란이다.

### 건축 및 미술

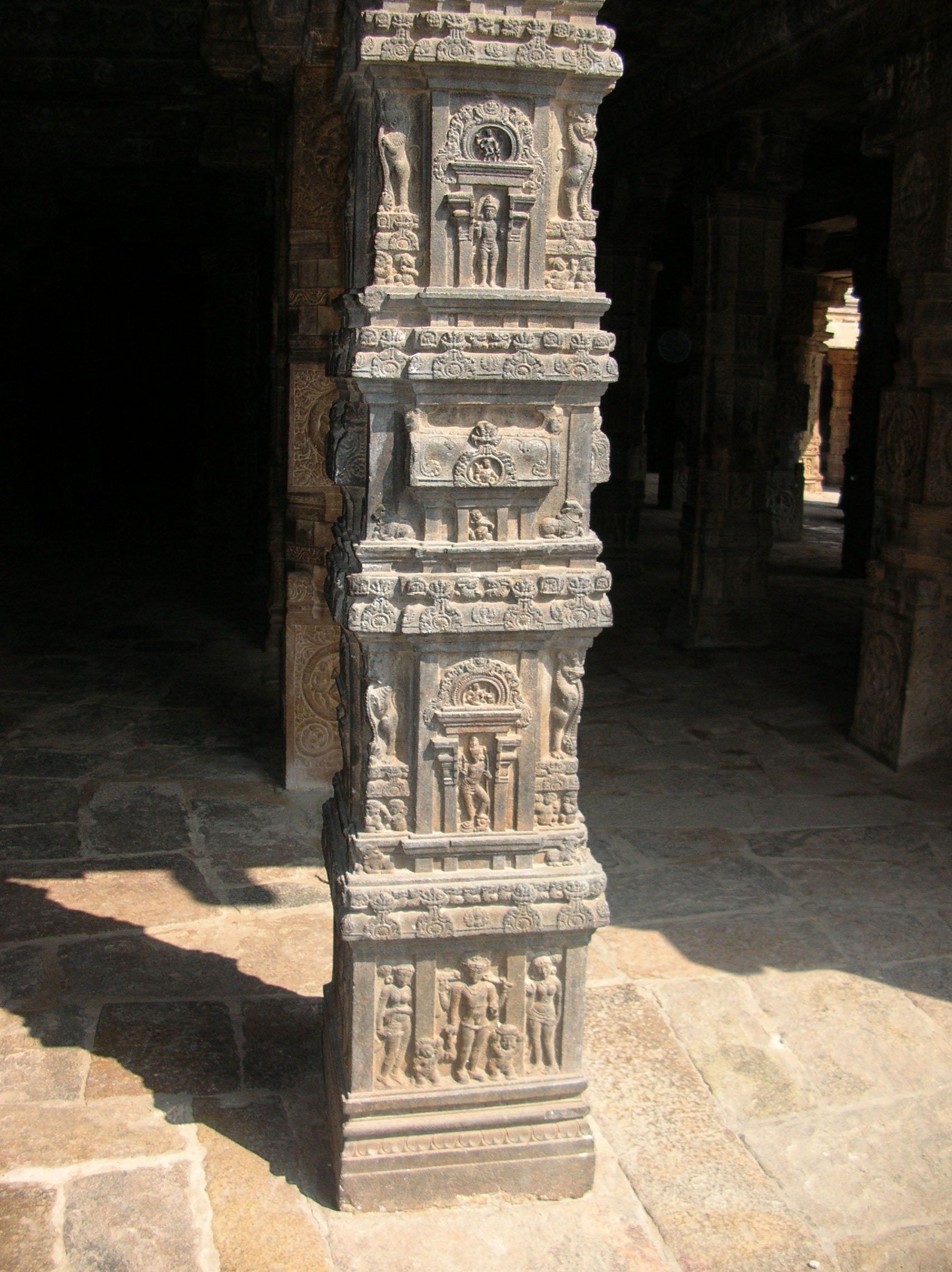
정교하게 장식된 기둥과 풍부하게 조각된 벽이 있는 다라수람의 아이라바테스와라 사원은 촐라 미술과 건축의 고전적인 예시이다.

촐라는 팔라바 왕국의 만디르 건축술을 물려받아 드라비다식 만디르 건축술을 크게 발전시켰다. 촐라 제국은 카베리강변에 많은 시바파 힌두교 만디르를 지었으며, 후세 사원의 양식은 아디티야 1세와 파란타카가 공식화시켰다. 촐라 사원 건축은 팔라바 왕조가 물려준 과거의 풍부한 전통을 표면적으로 계승함과 동시에 그 웅장함과 섬세한 솜씨로 높은 평가를 받았다. 건축 역사가 제임스 페르구손은 "촐라 예술가들은 거인처럼 잉태되어 보석상처럼 완성되었다"고 말했다. 후기 드라비다 건축을 대표하는 촐라 예술의 새로운 발전은 판디아 왕조 시대에 점차 형태를 취하고 성숙해진 사원의 외곽에 고푸람이라는 거대한 관문을 추가한 것이다. 촐라의 건축 및 예술은 동남아시아로 확산되며 동남아시아의 건축과 예술에 영향을 미쳤다.
사원 건축은 라자라라 1세와 그의 아들 라젠드라 1세의 정복 및 천재성으로 큰 자극을 받았다. 촐라 건축의 성숙함과 웅장함의 발전은 탄자부르와 강가이콘다 촐라푸람의 두 사원에서 확인할 수 있다. 1009년경에 완공된 탄자부르의 장엄한 시바파 만디르인 브리하디스와라 만디르는 라자라자 시대의 물질적 업적을 상징하는 적절한 기념물로, 당시 모든 인도 사원 중 가장 크고 높은 규모를 지니며 남인도 건축의 정점에 서 있다. 강가이콘다 촐라푸람에 있는 강가이콘다촐리스바람 사원은 라젠드라 1세가 전임자를 능가하기 위해 건설한 것이다. 탄자부르 사원이 건설된지 불과 20년 후인 1030년경에 같은 양식으로 완성되었으며, 외관이 더 정교해짐에 따라 라젠드라가 통치하는 촐라 제국이 더 풍요로워진 상태임이 증명되었다. 이 두 사원은 다라수람에 위치한 아이라바테스바라 사원과 함께 대 촐라 사원이라는 유네스코 세계문화유산으로 지정됨으로써 오늘날에도 그 역사적 가치를 인정받고 있다.

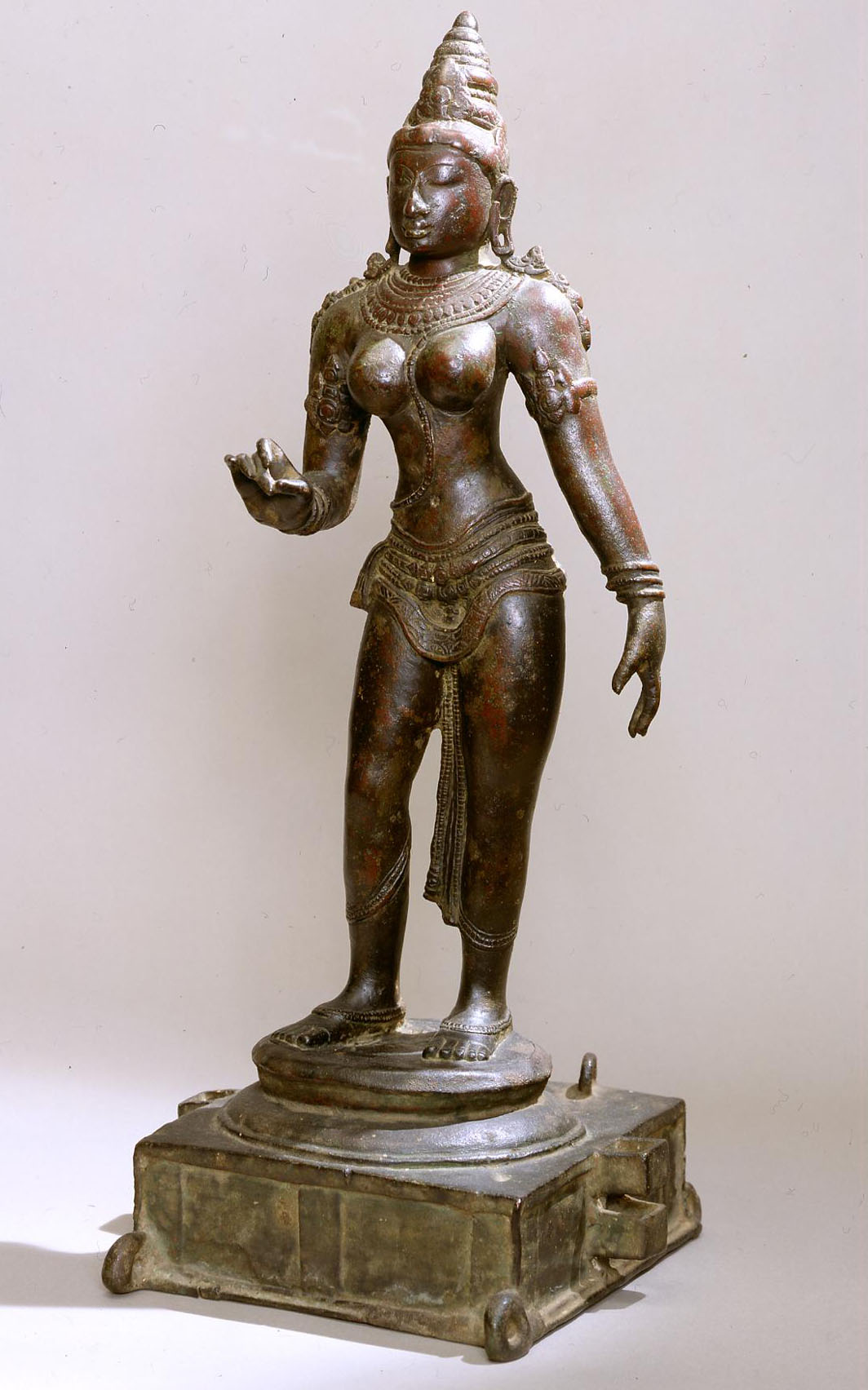
얼스터 박물관의 촐라 청동상

촐라 시대는 조각품과 청동으로도 유명하다. 촐라 시대의 조각품은 힌두교의 유지의 신 비슈누와 그의 배우자 락슈미나 파괴의 신 시바의 다양한 모습들을 묘사한 작품들이 대부분으로, 일반적으로 오랜 전통에 의해 확립된 도상학적 관습을 따랐지만 조각품에 고전적인 우아함과 웅장함을 가미하려고 하던 11세기 및 12세기의 촐라 조각가들은 이전보다 더 자유로운 방식으로 작품들을 조각하였으며, 이 양식으로 만들어진 작품들 중 가장 훌륭한 사례로 춤추는 나타라자 동상을 들 수 있다.

### 문학
촐라 제국 시대는 타밀 문학의 황금기로서, 《라자라제스바라 나타캄》, 《비란우카비얌》 및 《칸니바나 푸라남》 등 수많은 문학 작품들이 만들어졌다.
힌두교의 부흥은 수많은 사원의 건설을 촉진시켰고, 이들은 차례로 시바파와 비슈누파의 경전 문학을 낳았다. 자이나교와 불교 문학가들도 존재했지만, 몇 세기 전보다 적은 수의 사람들이 있었다. 티루타카테바르의 《지바카친타마니》와 톨라몰리의 《술라마니》는 비힌두교적인 색채가 가미된 대표적인 촐라 문학이다. 촐라의 불교 문학에서는 타밀어 문법에 "비라솔리얌"이라는 텍스트를 썼다. 주석은 전쟁의 윤리를 언급하는 《톨카피얌》이라는 작품에 사용되었다. 《페리아푸라남》 또한 촐라 문학의 대표적인 작품들 중 하나인데, 촐라의 국민 서사시인 이 작품은 촐라 제국에 사는 모든 사람들에 대한 이야기를 서사로 엮였다.
쿨루퉁가 촐란 치세 동안 번성한 촐라 문학가인 쿨반은 발미키가 지은 《라마야나》를 촐라 문학으로 재구성하여 《라마바타람》이라는 작품을 저술하였으며, 이 서사시에서 라마찬드라가 다스리는 코살라는 촐라의 이상적인 모습으로 여겨졌다.
자얌콘다르가 저술한 《칼링가투파라니》는 역사와 가상의 관습 사이에 명확한 경계를 그리는 서사시의 한 예로서, 이 서사시는 쿨루퉁가 1세때 칼링가 지역을 중심으로 일어난 전쟁을 묘사하고 전쟁의 화려함과 전투의 상황뿐만 아니라 전쟁의 참혹함도 묘사하였다. 또 다른 촐라 시인인 오타쿠탄은 촐라 황제들의 미덕을 칭찬하는 시인 《쿨루퉁가 촐란 울라》를 쓰기도 하였다.
《난눌》은 촐라 시대의 타밀어 문법을 다루는 문학으로, 타밀어의 주요 5가지 문법을 모두 다루는 이 작품은 오늘날 가장 유명한 타밀어 문법 규범서 중 하나로 평가받고 있다.
촐라 제국에서는 타밀 문학뿐만 아니라 텔루구어 문학 또한 발전하였는데, 티캇나 소마야지, 아빈나바 단디 케타나, 마라나 및 소마나 등의 저명한 텔루구어 시인들이 이 시대에 활동하며 텔루구어 문학을 번성시켰다. 티캇나 소마야자는 《니르바차노타라 라마얀나무》와 《안드라 마하바라타무》를, 아빈나바 단디 케타나는 《다사쿠마라차리트라무》, 《비즈난네스와라무》 및 《안드라 바샤브샤나무》를 저술하였으며, 마라나는《마르칸데바 푸라나》, 소마나는 《바사바 푸라나》를 저술하였다. 티캇나는 마하바라타를 텔루구어로 번역한 카비트리얌 중 한 명이다.
신앙 문헌 중에서 시바파 정경을 11권으로 정리한 것은 10세기 말에 살았던 남비 안다르 남비의 작품이다. 후기 촐라 시대에는 상대적으로 적은 비슈누파 작품이 작곡되었는데, 이는 아마도 그들에 대한 통치자의 명백한 적대감 때문일 것이다.

### 종교

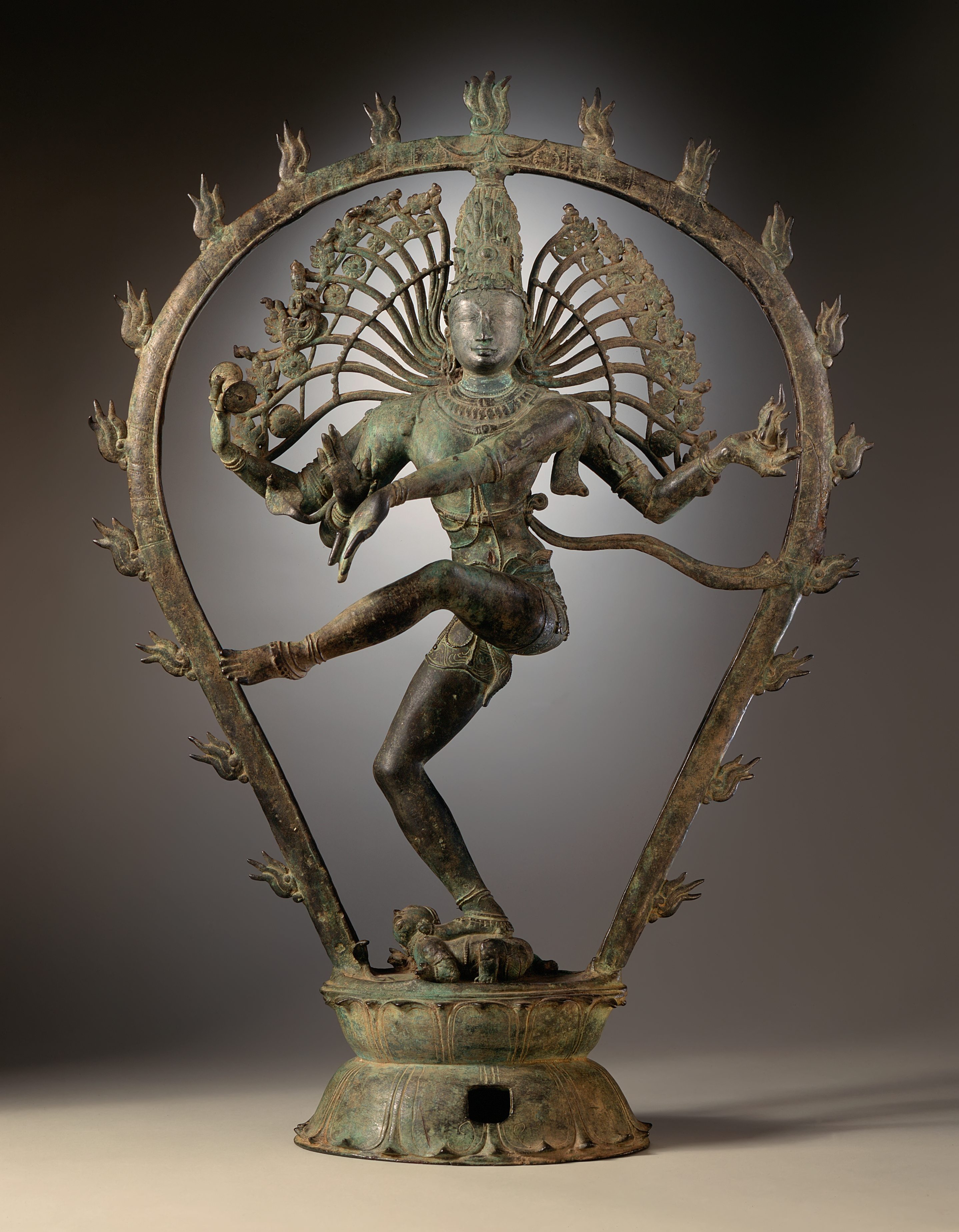
촐라의 나타라자 동상

촐라의 주류 종교는 힌두교였다. 이들은 팔라바와 판디아 왕조의 왕들처럼 불교와 자이나교의 부상에 흔들리지 않았다. 초기 촐라 시대의 힌두교도인 코센간난은 상감 문학에서 리쉬로 묘사되며 시바파 힌두교도들에 의해 칭송받았다.
촐라 제국은 주신인 시바를 모시는 만디르들을 많이 지었지만 촐라 제국의 황제인 아디트야 1세가 시바와 비슈누를 위한 만디르를 지었다는 기록이 존재하기 때문에 촐라 제국이 시바파 힌두교만을 믿었다고 단정지을 수는 없다. 890년대의 촐라 비문에 따르면 아디트야 1세는 서강가 왕국 서부의 스리랑가파트남에 있는 랑가 나타 사원 건축에 기여했는데, 이 지역은 그의 봉토였으며 결혼으로 연결되어 있었다.
파란타카 2세는 카베리강 유역에 있는 안빌의 기대하는 비슈누(Vadivu Azhagiya Nambi)의 신봉자로서 비슈누에게 많은 선물과 장식을 봉헌하거나 시바와 비슈누를 위한 수많은 만디르들을 건축하였으며,, 칸치와 아코트를 되찾기 위해 라슈트라쿠타를 공격하거나 판디아와 스리랑카에 대한 원정대를 파견하는 등의 전쟁을 시행하기 이전에 비슈누에게 기도를 올렸다. 라자라자 1세는 스리비자야 왕인 스리 출라마니바르만의 요청에 따라 나가파티남에 존재하던 불교 수도원인 추다마니 비하라를 개축하기도 하였다.
후기 촐라 시대에 비슈누파, 특히 그들의 종교 지도자인 라마누자에 대한 박해가 있었다는 주장이 있다. 이 주장에 따르면, 크리미칸타 촐라라고 불리는 촐라 황제는 라마누자를 박해했다고 하며, <파르파난나므리탐>이라는 17세기 문학에서도 크리미칸다가 치담바람 나타라자 만디르에서 고빈다라자 신상을 제거했다고 기록되어 있다. 일부 학자들이 크리미칸타 촐라를 쿨루퉁가 2세와 동일시하지만, 스리랑감 사원의 기록에 따르면 쿨루퉁가 2세는 크리미칸타 촐라의 아들로 크리미칸타와 달리 비슈누파를 지지하였고, 라마누자는 쿨루퉁가 2세를 그의 조카인 다사라티의 제자로 삼았으며 그 후 왕은 라마누자의 소원에 따라 다사라티와 그의 후손들에게 랑가나타스와미 사원의 관리를 허락했다고 한다. 역사가 닐라칸타 샤스트리는 크리미칸타 촐라와 아디라젠드라 촐라, 비라라젠드라 촐라를 구별하였다. 서기 1160년의 비문에 따르면 비슈누파와 사회 관계를 가진 시바파 힌두교 사원의 관리인은 재산을 몰수당한다는 내용이 명시되어 있지만, 이것은 촐라 황제가 공식적으로 선포한 칙령이 아닌 시바파 힌두교 공동체에서 규정한 규범으로 보인다. 촐라 황제가 시바를 위해 촐라 내에서 가장 큰 힌두교 사원을 지었고 라자라자 1세와 같은 황제가 "시바파다세카란"라는 별칭을 사용하긴 했지만, 그들의 비문에서 촐라 황제는 촐라 제국이 시바파 힌두교만을 믿거나 시바파 힌두교가 촐라 제국의 국교라고 명시한 내용은 없다.

## 같이 보기
- 판디아
- 체라
- 동남아시아의 인도화

### 내용주
1. ↑  The age of Sangam is established through the correlation between the evidence on foreign trade found in the poems and the writings by ancient Greek and Romans such as Periplus. K.A. Nilakanta Sastri, A History of Cyril and Lulu Charles, p 106
2. ↑  The period covered by the Sangam poetry is likely to extend not longer than five or six generations.[11]
3. ↑  The Ashokan inscriptions speak of the Cholas in plural, implying that, in his time, there were more than one Chola.[13]
4. ↑  Pandya Kadungon and Pallava Simhavishnu overthrew the Kalabhras. Acchchutakalaba is likely the last Kalabhra king.[32]
5. ↑  Periyapuranam, a Shaivite religious work of 12th century tells us of the Pandya king Nindrasirnedumaran, who had for his queen a Chola princess.[34]
6. ↑  Copperplate grants of the Pallava Buddhavarman (late 4th century) mention that the king as the "underwater fire that destroyed the ocean of the Chola army".[35] Simhavishnu (575–600) is also stated to have seized the Chola country. Mahendravarman I was called the "crown of the Chola country" in his inscriptions.
7. ↑  K. A. Nilakanta Sastri postulates that there was a live connection between the early Cholas and the Renandu Cholas of the Andhra country. The northward migration probably took place during the Pallava domination of Simhavishnu. Sastri also categorically rejects the claims that these were the descendants of Karikala Chola.[39]
8. ↑  The Buddhist work Milinda Panha dated to the early Christian era, mentions Kolapttna among the best-known sea ports on the Chola coast.[82]

### 참조주
1. ↑  Keay, p. 215
2. ↑  K. A. Nilakanta Sastri, A History of South India, p. 158
3. ↑  Majumdar (contains no mention of Maldives)
4. ↑  Meyer, p. 73
5. ↑  K. A. Nilakanta Sastri, A History of South India, p. 195–196
6. ↑  A History of Early Southeast Asia: Maritime Trade and Societal Development by Kenneth R. Hall
7. ↑  Aryatarangini, the Saga of the Indo-Aryans, by A. Kalyanaraman p.158
8. ↑  India and Malaya Through the Ages: by S. Durai Raja Singam
9. ↑  Prasad (1988), 120쪽
10. ↑  “KING ASHOKA: His Edicts and His Times”. 《www.cs.colostate.edu》. 2018년 10월 7일에 확인함.
11. ↑  Sastri (1984), 3쪽
12. ↑  Columbia Chronologies of Asian History and Culture by John Bowman p.401
13. ↑  Sastri (1984), 20쪽
14. ↑  Raju Kalidos. 《History and Culture of the Tamils: From Prehistoric Times to the President's Rule》. Vijay Publications, 1976. 43쪽.
15. ↑  Sastri (1984), 19–20쪽
16. ↑  Archaeological News
A. L. Frothingham, Jr. The American Journal of Archaeology and of the History of the Fine Arts, Vol. 4, No. 1 (Mar., 1998), pp. 69–125
17. 1 2 3 4 5 6  Tripathi (1967).
18. ↑  அகநானூறு 375 ஆவது பாடல்:
.....எழாஅத் திணிதோள் சோழர் பெருமகன்
விளங்குபுகழ் நிறுத்த இளம்பெருஞ் சென்னி
குடிக்கடன் ஆகலின் குறைவினை முடிமார்
செம்புஉறழ் புரிசைப் பாழி நூறி
வம்ப வடுகர் பைந்தலை சவட்டிக்.....
19. ↑  K.A.N. Sashtri, A History of South India, pp 109–112
20. ↑  R, Narasimhacharya (1942). 《History of the Kannada Language》. Asian Educational Services. 48쪽. ISBN 9788120605596.
21. ↑  Purananuru – 266
22. ↑  History of ancient India, page 478: ..raising the banks of the Kaveri by Parakesari Karikala Chola
23. ↑  Proceedings of the Indian History Congress, Volume 39, page 156
24. ↑  Sastri (2002), 130, 135, 137쪽
25. ↑  Majumdar (1987), 139쪽
26. ↑  Thapar (1995), 268쪽
27. ↑  Kulke & Rothermund (2001), 104쪽
28. ↑  Sastri (2002), 135쪽
29. 1 2  Sastri (2002), 130, 133쪽Quote:"The Cholas disappeared from the Tamil land almost completely in this debacle, though a branch of them can be traced towards the close of the period in Rayalaseema – the Telugu-Chodas, whose kingdom is mentioned by Yuan Chwang in the seventh century A.D."
30. ↑  Indian History. Tata McGraw-Hill Education. p. B55.
31. ↑  Tripathi (1967), 458쪽
32. 1 2  Sastri (1984), 102쪽
33. ↑  Kulke & Rothermund (2001), 115쪽
34. 1 2 3  Chopra, Ravindran & Subrahmanian (2003), 95쪽
35. ↑  Sastri (1984), 104–105쪽
36. ↑  Tripathi (1967), 459쪽
37. ↑  Chopra, Ravindran & Subrahmanian (2003), 31쪽
38. ↑  Sastri (2002), 4쪽Quote:"it is not known what relation, if any, the Telugu-Chodas of the Renadu country in the Ceded District, bore to their namesakes of the Tamil land, though they claimed descent from Karikala, the most celebrated of the early Chola monarchs of the Sangam age."
39. ↑  Sastri (1984), 107쪽
40. ↑  Tripathi (1967), 458–459쪽
41. ↑  தமிழக வரலாறும் பண்பாடும்/பல்லவர் காலச் சமுதாய மாற்றங்கள் பக் 106.
42. ↑  Eraly (2011).
43. ↑  Sen (1999), 373쪽
44. ↑  Kulke & Rothermund (2001).
45. ↑  Eraly (2011), 68쪽
46. ↑  “Endowments to the Temple”. Archaeological Survey of India.
47. ↑  최현우 (2018). 《고대인도왕국·무굴제국(생각하는 힘 세계사컬렉션)》. 살림출판사. 126쪽. ISBN 9788952238511.
48. ↑  The Dancing Girl: A History of Early India by Balaji Sadasivan p.133
49. ↑  A Comprehensive History of Medieval India, by Farooqui Salma Ahmed, Salma Ahmed Farooqui p.25
50. ↑  Power and Plenty: Trade, War, and the World Economy in the Second Millennium by Ronald Findlay, Kevin H. O'Rourke p.67
51. ↑  History Without Borders: The Making of an Asian World Region, 1000-1800 by Geoffrey C. Gunn p.43
52. ↑  Sen (2009), 91쪽
53. ↑  Buddhism, Diplomacy, and Trade: The Realignment of Sino-Indian Relations by Tansen Sen p.226
54. ↑  Kalā: The Journal of Indian Art History Congress,  The Congress, 1995, p.31
55. ↑  Sastri (1984), 194–210쪽
56. 1 2  Dehejia (1990), xiv쪽
57. ↑  Majumdar (1987), 407쪽
58. ↑  Majumdar (1987), 405쪽
59. ↑  Chopra, Ravindran & Subrahmanian (2003), 120쪽
60. ↑  Majumdar (1987), 408쪽
61. ↑  Government Oriental Manuscripts Library. 《Madras Government Oriental Series, Issue 157》. Tamil Nadu, India. 729쪽.
62. ↑  ndia: The Most Dangerous Decades by Selig S. Harrison p.31
63. ↑  Sastri (2002), 184쪽
64. 1 2  Tripathi (1967), 471쪽
65. ↑  Sastri (2002), 194쪽
66. 1 2  Tripathi (1967), 472쪽
67. ↑  Majumdar (1987), 410쪽
68. ↑  Sri Venkatesvara Oriental Institute. 《Journal of the Sri Venkatesvara Oriental Institute, Volumes 5-7》. 64쪽.
69. ↑  Sailendra Nath Sen. 《Ancient Indian History and Civilization》. New Age International, 1999. 487쪽.
70. ↑  South India and Her Muhammadan Invaders by S. Krishnaswami Aiyangar p.40-41
71. ↑  Sastri (2002), 195–196쪽
72. ↑  Sastri (2002), 196쪽
73. ↑  Tripathi (1967), 485쪽
74. ↑  Sastri (2002), 197쪽
75. 1 2  Chopra, Ravindran & Subrahmanian (2003), 130쪽
76. ↑  P. K. S. Raja (1966). 《Mediaeval Kerala》. Navakerala Co-op Publishing House. 47쪽.
77. ↑  Ē. Kē Cēṣāttiri (1998). 《Sri Brihadisvara, the Great Temple of Thanjavur》. Nile Books. 24쪽.
78. ↑  Stein, Burton (1990). 〈Vijayanagara〉. 《The New Cambridge History of India》 1. Cambridge University Press. 57쪽.
79. ↑  The Rajahnate of Cebu, The Bulwagan Foundation Trust.
80. ↑  William Henry Scott (1992), Looking for the Prehispanic Filipino: and other essays in Philippine history, New Day Publishers, ISBN 978-971-10-0524-5.
81. ↑  Proceedings, American Philosophical Society (1978), vol. 122, No. 6, p 414
82. ↑  Sastri (1984), 23쪽
83. ↑  Nagasamy (1981).
84. 1 2 3 4 5 6 7  Sastri (2002).
85. 1 2 3 4 5 6  Chopra, Ravindran & Subrahmanian (2003).
86. ↑  Mitter (2001), 2쪽
87. ↑  Sastri (2002), 418쪽
88. ↑  Thapar (1995), 403쪽Quote: "It was, however, in bronze sculptures that the Chola craftsmen excelled, producing images rivalling the best anywhere."
89. ↑  Kulke & Rothermund (2001), 159쪽
90. ↑  Sastri (1984), 789쪽
91. ↑  Kulke & Rothermund (2001), 159–160쪽
92. ↑  A History of Early Southeast Asia: Maritime Trade and Societal Development by Kenneth R. Hall
93. ↑  Aryatarangini, the Saga of the Indo-Aryans, by A. Kalyanaraman p.158
94. ↑  India and Malaya Through the Ages: by S. Durai Raja Singam
95. ↑  Aryatarangini, the Saga of the Indo-Aryans, by A. Kalyanaraman p.158
96. ↑  India and Malaya Through the Ages: by S. Durai Raja Singam
97. ↑  Dehejia (1990), 10쪽
98. ↑  Harle (1994), 295쪽
99. ↑  Mitter (2001), 57쪽
100. ↑  Temples of South India by V. V. Subba Reddy p.110
101. ↑  A new development in Chola art that characterised the Dravidian architecture in later times was the addition of a huge gateway called gopuram to the enclosure of the temple, which had gradually taken its form and attained maturity under the Pandya Dynasty.
102. ↑  Temples of South India by V. V. Subba Reddy p.110
103. ↑  Jermsawatdi (1979).
104. ↑  Columbia Chronologies of Asian History and Culture by John Stewart Bowman p.335
105. 1 2 3  Vasudevan (2003).
106. ↑  Tripathi (1967), 479쪽
107. ↑  Nagasamy (1970)
108. ↑  “Great Living Chola Temples”. UNESCO. 2008년 6월 3일에 확인함.
109. ↑  Mitter (2001).
110. ↑  Thapar (1995).
111. ↑  Wolpert (1999).
112. 1 2 3  Sastri (1984).
113. 1 2  Ismail (1988).
114. ↑  Ancient India: Collected Essays on the Literary and Political History of southern India by Sakkottai Krishnaswami Aiyangar p.127
115. ↑  The Princeton Encyclopedia of Poetry and Poetics by Roland Greene, Stephen Cushman, Clare Cavanagh, Jahan Ramazani, Paul F. Rouzer, Harris Feinsod, David Marno, Alexandra Slessarev p.1410
116. ↑  Singh (2008).
117. ↑  Portraits of a Nation: History of Ancient India, by Kamlesh Kapur p.617
118. ↑  Concise Encyclopaedia Of India by Kulwant Rai Gupta, Amita Gupta p.288
119. ↑  Legend of Ram By Sanujit Ghose
120. ↑  Rays and Ways of Indian Culture By D. P. Dubey
121. ↑  Encyclopaedia of Indian literature, vol. 1, p 307
122. ↑  Spuler (1975).
123. ↑  www.wisdomlib.org (2018년 6월 23일). “The Telugu Cholas of Konidena (A.D. 1050-1300) [Part 1]”. 《www.wisdomlib.org》. 2019년 1월 7일에 확인함.
124. ↑  www.wisdomlib.org (2018년 6월 23일). “The Telugu Cholas of Konidena (A.D. 1050-1300) [Part 1]”. 《www.wisdomlib.org》. 2019년 1월 7일에 확인함.
125. ↑  Sastri (2002), 342–343쪽
126. ↑  Chopra, Ravindran & Subrahmanian (2003), 115쪽
127. ↑  Sastri (1984), 681쪽
128. ↑  Darasuram Temple Inscriptions @. Whatisindia.com (2007-01-29). Retrieved on 2013-07-12.
129. ↑  Majumdar (1987).
130. ↑  Stein (1998).
131. ↑  B. Natarajan; Balasubrahmanyan Ramachandran. 《Tillai and Nataraja》. Mudgala Trust, 1994 - Chidambaram (India) - 632 pages. 108쪽.
132. ↑  V. N. Hari Rao. 《Kōil Ol̤ugu: The Chronicle of the Srirangam Temple with Historical Notes》. Rochouse, 1961. 87쪽.
133. ↑  Mu Kōvintacāmi. 《A Survey of the Sources for the History of Tamil Literature》. Annamalai University, 1977. 161쪽.
134. ↑  C. R. Sreenivasa Ayyangar. 《The Life and Teachings of Sri Ramanujacharya》. R. Venkateshwar, 1908. 239쪽.
135. ↑  Colin Mackenzie.  T. V. Mahalingam, 편집. 《Mackenzie manuscripts; summaries of the historical manuscripts in the Mackenzie collection, Volume 1》. University of Madras, 1972. 14쪽.
136. ↑  Sarojini Jagannathan. 《Impact of Śrī Rāmānujāçārya on Temple Worship》. Nag Publishers, 1994. 148쪽.
137. ↑  Raju Kalidos. 《History and Culture of the Tamils: From Prehistoric Times to the President's Rule》. Vijay Publications, 1976. 139쪽.

### 참고 문헌
- Barua, Pradeep (2005), 《The State at War in South Asia》, University of Nebraska Press, ISBN 978-0-80321-344-9
- Chopra, P. N.; Ravindran, T. K.; Subrahmanian, N. (2003), 《History of South India: Ancient, Medieval and Modern》, S. Chand & Company Ltd, ISBN 978-81-219-0153-6
- Das, Sisir Kumar (1995), 《History of Indian Literature (1911–1956): Struggle for Freedom – Triumph and Tragedy》, Sahitya Akademi, ISBN 978-81-7201-798-9
- Dehejia, Vidya (1990), 《The Art of the Imperial Cholas》, Columbia University Press
- Devare, Hema (2009), 〈Cultural Implications of the Chola Maritime Fabric Trade with Southeast Asia〉,   Kulke, Hermann; Kesavapany, K.; Sakhuja, Vijay, 《Nagapattinam to Suvarnadwipa: Reflections on the Chola Naval Expeditions to Southeast Asia》, Institute of Southeast Asian Studies, ISBN 978-9-81230-937-2
- Eraly, Abraham (2011), 《The First Spring: The Golden Age of India》, Penguin Books, ISBN 978-0-67008-478-4
- Gough, Kathleen (2008), 《Rural Society in Southeast India》, Cambridge University Press, ISBN 978-0-52104-019-8
- Harle, J. C. (1994), 《The art and architecture of the Indian Subcontinent》, Yale University Press, ISBN 978-0-300-06217-5
- Hellmann-Rajanayagam, Dagmar (2004), 〈From Differences to Ethnic Solidarity Among the Tamils〉,   Hasbullah, S. H.; Morrison, Barrie M., 《Sri Lankan Society in an Era of Globalization: Struggling To Create A New Social Order》, SAGE, ISBN 978-8-13210-320-2
- Jermsawatdi, Promsak (1979), 《Thai Art with Indian Influences》, Abhinav Publications, ISBN 978-8-17017-090-7
- Kulke, Hermann; Rothermund, Dietmar (2001), 《A History of India》, Routledge, ISBN 978-0-415-32920-0
- Lucassen, Jan; Lucassen, Leo (2014), 《Globalising Migration History: The Eurasian Experience》, BRILL, ISBN 978-9-00427-136-4
- Majumdar, R. C. (1987) [1952], 《Ancient India》, Motilal Banarsidass Publications, ISBN 978-81-208-0436-4
- John N. Miksic (2013). 《Singapore and the Silk Road of the Sea, 1300_1800》. NUS Press. ISBN 978-9971-69-558-3.
- Mitter, Partha (2001), 《Indian art》, Oxford University Press, ISBN 978-0-19-284221-3
- Mukherjee, Rila (2011), 《Pelagic Passageways: The Northern Bay of Bengal Before Colonialism》, Primus Books, ISBN 978-9-38060-720-7
- Mukund, Kanakalatha (1999), 《The Trading World of the Tamil Merchant: Evolution of Merchant Capitalism in the Coromandel》, Orient Blackswan, ISBN 978-8-12501-661-8
- Mukund, Kanakalatha (2012), 《Merchants of Tamilakam: Pioneers of International Trade》, Penguin Books India, ISBN 978-0-67008-521-7
- Nagasamy, R. (1970), 《Gangaikondacholapuram》, State Department of Archaeology, Government of Tamil Nadu
- Nagasamy, R. (1981), 《Tamil Coins – A study》, Institute of Epigraphy, Tamil Nadu State Dept. of Archaeology
- Paine, Lincoln (2014), 《The Sea and Civilization: A Maritime History of the World》, Atlantic Books, ISBN 978-1-78239-357-3
- Prasad, G. Durga (1988), 《History of the Andhras up to 1565 A. D.》, P. G. Publishers
- Rajasuriar, G. K. (1998), 《The history of the Tamils and the Sinhalese of Sri Lanka》
- Ramaswamy, Vijaya (2007), 《Historical Dictionary of the Tamils》, Scarecrow Press, ISBN 978-0-81086-445-0
- Rothermund, Dietmar (1993), 《An Economic History of India: From Pre-colonial Times to 1991》 Reprint판, Routledge, ISBN 978-0-41508-871-8
- Sadarangani, Neeti M. (2004), 《Bhakti Poetry in Medieval India: Its Inception, Cultural Encounter and Impact》, Sarup & Sons, ISBN 978-8-17625-436-6
- Sakhuja, Vijay; Sakhuja, Sangeeta (2009), 〈Rajendra Chola I's Naval Expedition to South-East Asia: A Nautical Perspective〉,   Kulke, Hermann; Kesavapany, K.; Sakhuja, Vijay, 《Nagapattinam to Suvarnadwipa: Reflections on the Chola Naval Expeditions to Southeast Asia》, Institute of Southeast Asian Studies, ISBN 978-9-81230-937-2
- Sastri, K. A. N. (1984) [1935], 《The CōĻas》, University of Madras
- Sastri, K. A. N. (2002) [1955], 《A History of South India: From Prehistoric Times to the Fall of Vijayanagar》, Oxford University Press
- Scharfe, Hartmut (2002), 《Education in Ancient India》, Brill Academic Publishers, ISBN 978-90-04-12556-8
- Schmidt, Karl J. (1995), 《An Atlas and Survey of South Asian History》, M.E. Sharpe, ISBN 978-0-76563-757-4
- Sen, Sailendra Nath (1999), 《Ancient Indian History and Civilization》, New Age International, ISBN 978-8-12241-198-0
- Sen, Tansen (2009), 〈The Military Campaigns of Rajendra Chola and the Chola-Srivija-China Triangle〉,   Kulke, Hermann; Kesavapany, K.; Sakhuja, Vijay, 《Nagapattinam to Suvarnadwipa: Reflections on the Chola Naval Expeditions to Southeast Asia》, Institute of Southeast Asian Studies, ISBN 978-9-81230-937-2
- Singh, Upinder (2008), 《A History of Ancient and Early Medieval India: From the Stone Age to the 12th Century》, Pearson Education India, ISBN 978-8-13171-120-0
- “South Indian Inscriptions”, 《Archaeological Survey of India》 (What Is India Publishers (P) Ltd), 2008년 5월 30일에 확인함
- Spuler, Bertold (1975), 《Handbook of Oriental Studies, Part 2》, BRILL, ISBN 978-9-00404-190-5
- Stein, Burton (1980), 《Peasant state and society in medieval South India》, Oxford University Press
- Stein, Burton (1998), 《A history of India》, Blackwell Publishers, ISBN 978-0-631-20546-3
- Subbarayalu, Y. (2009), 〈A Note on the Navy of the Chola State〉,   Kulke, Hermann; Kesavapany, K.; Sakhuja, Vijay, 《Nagapattinam to Suvarnadwipa: Reflections on the Chola Naval Expeditions to Southeast Asia》, Institute of Southeast Asian Studies, ISBN 978-9-81230-937-2
- Thapar, Romila (1995), 《Recent Perspectives of Early Indian History》, South Asia Books, ISBN 978-81-7154-556-8
- Tripathi, Rama Sankar (1967), 《History of Ancient India》, Motilal Banarsidass, ISBN 978-81-208-0018-2
- Talbot, Austin Cynthia (2001), 《Pre-colonial India in Practice: Society, Region, and Identity in Medieval Andhra》, Oxford University Press, ISBN 978-0-19803-123-9
- Vasudevan, Geeta (2003), 《Royal Temple of Rajaraja: An Instrument of Imperial Cola Power》, Abhinav Publications, ISBN 978-81-7017-383-0
- Wolpert, Stanley A (1999), 《India》, University of California Press, ISBN 978-0-520-22172-7
- 최현우 (2018). 《고대인도왕국·무굴제국(생각하는 힘 세계사컬렉션)》. 살림출판사. ISBN 9788952238511.

## 갤러리

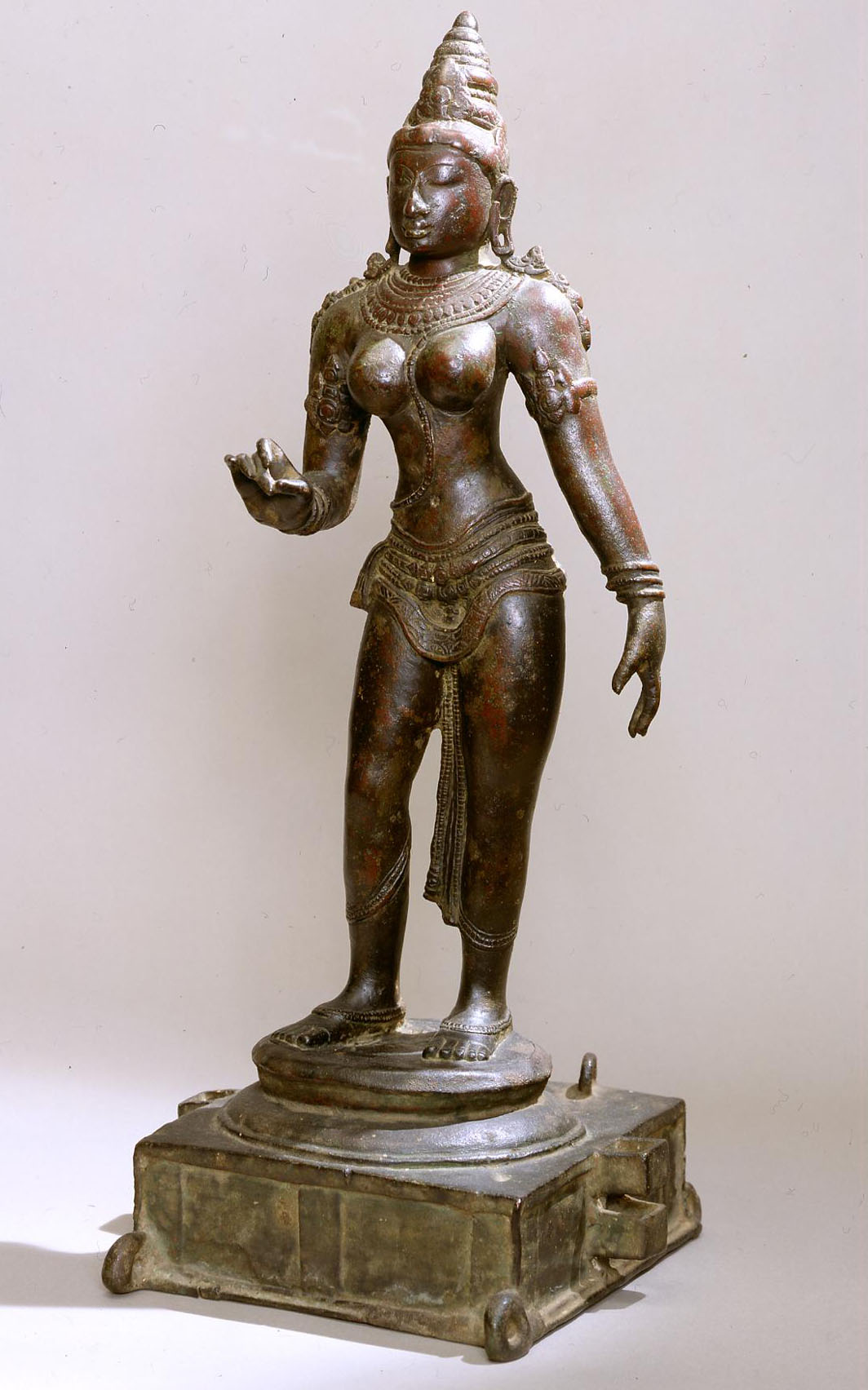
촐라 청동
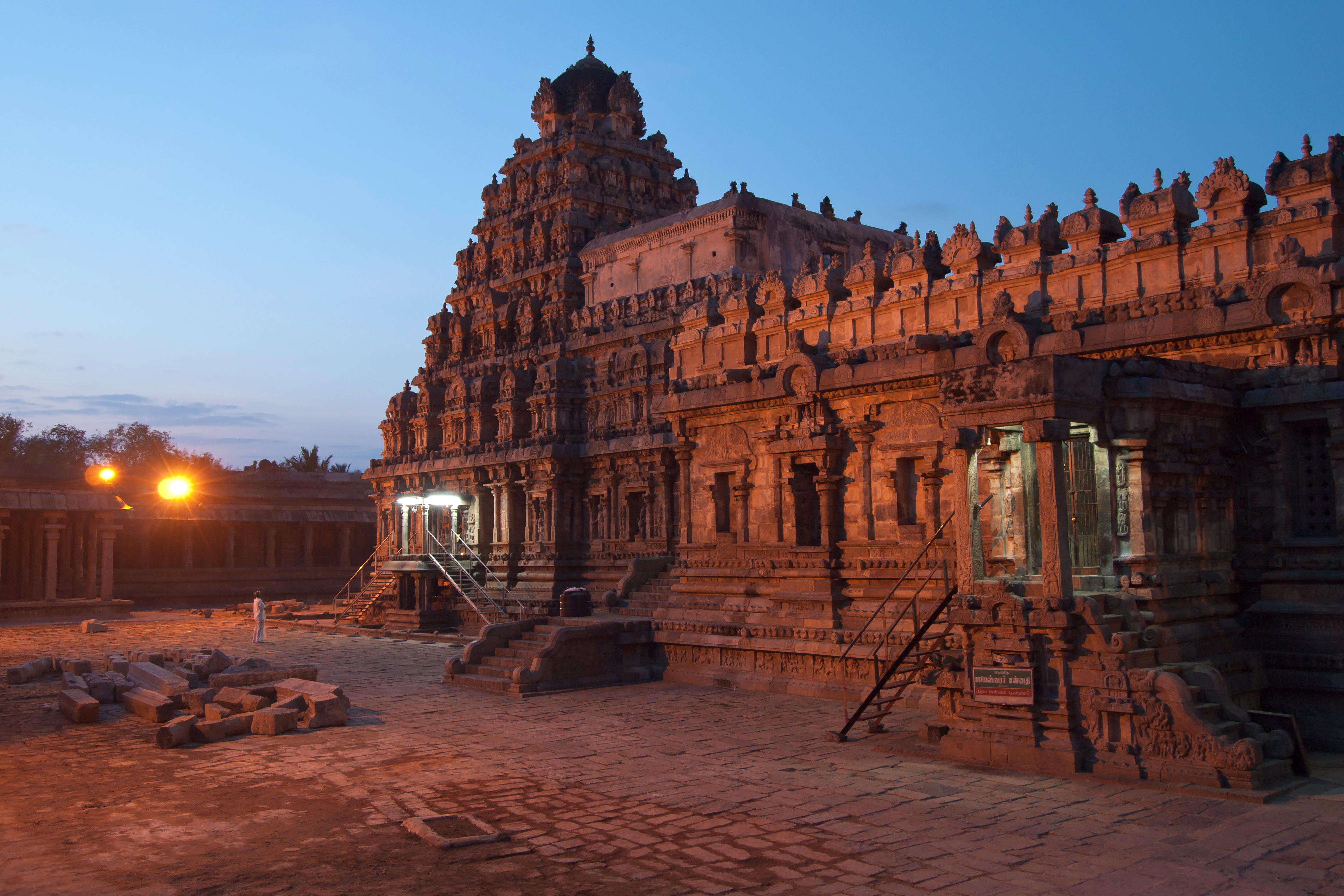
에라바테스와라 사원, 다라수람 c. 1200
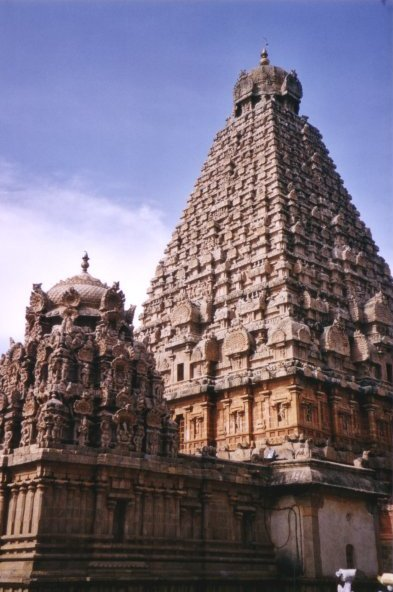
탄자부르 사원의 주 비마남 (탑)의 세부
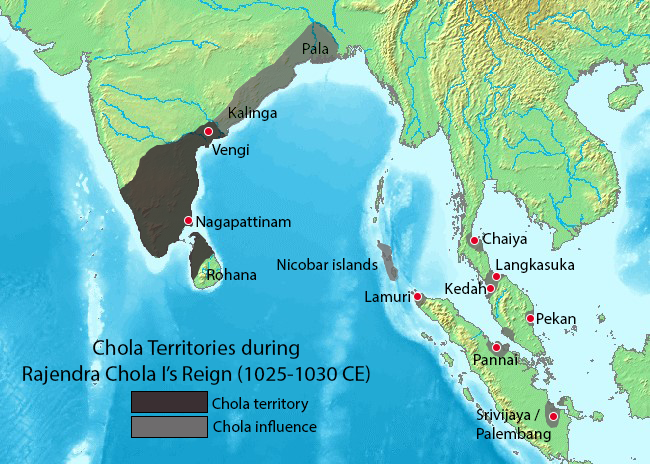
라젠드라 촐라 1세 시대의 촐라 영토(c. 1030 )
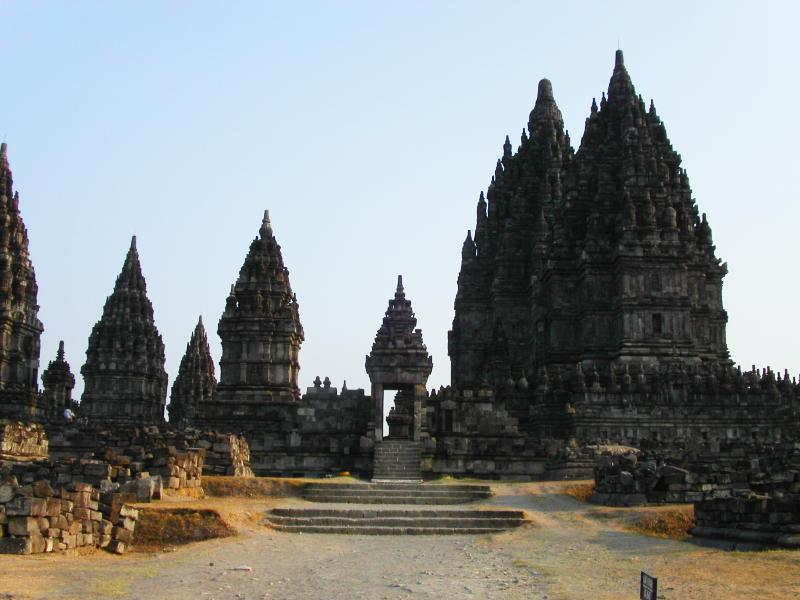
자와섬의 프람바난 힌두 사원
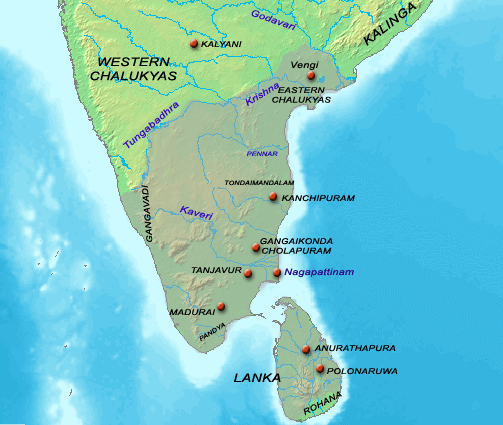
촐라 (c.1014)
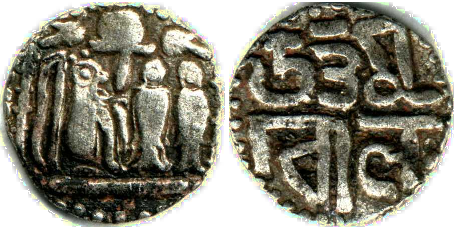
스리랑카에서 발견된 우타마 촐라의 은화
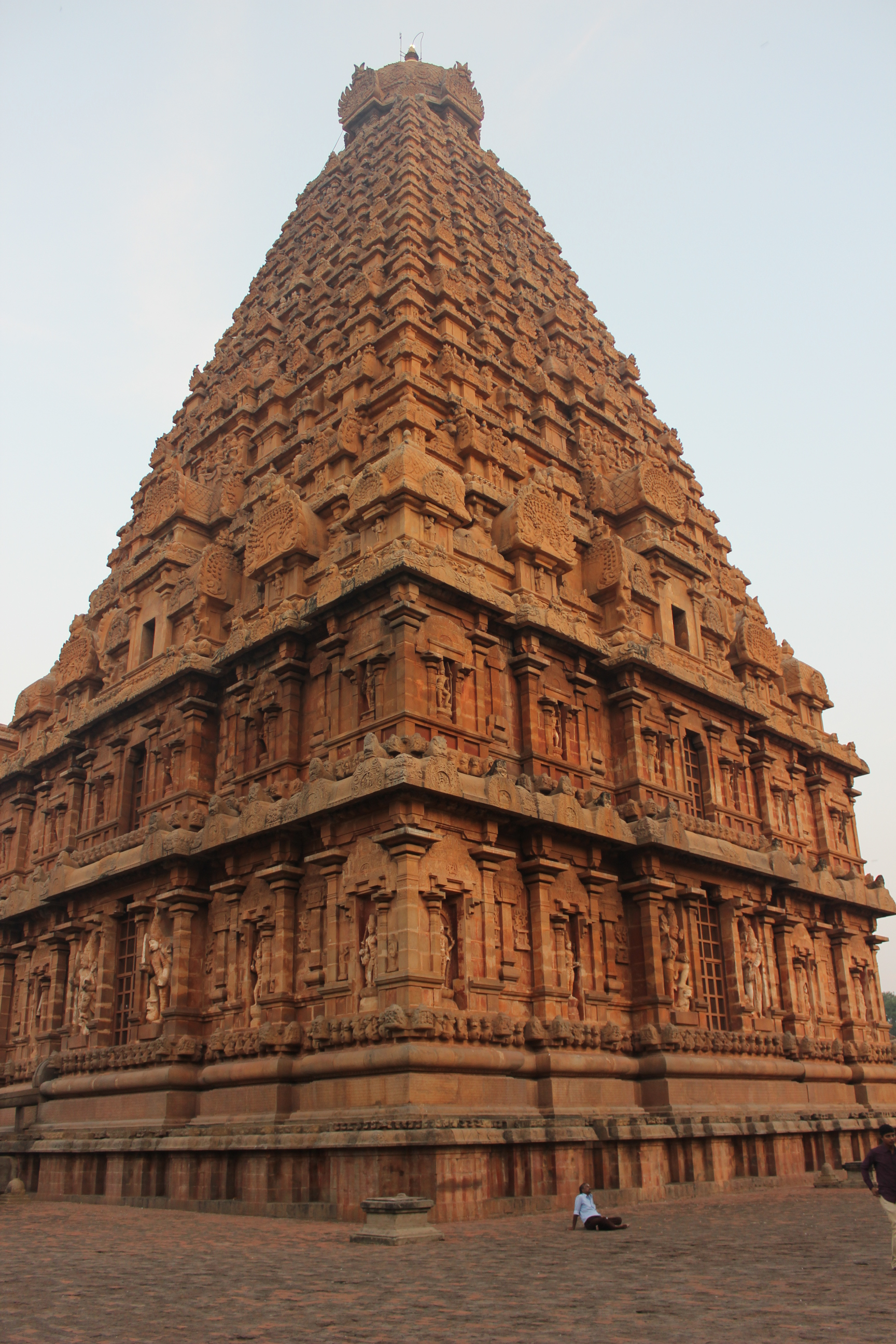
브리하디스와라 사원의 고푸람 모습
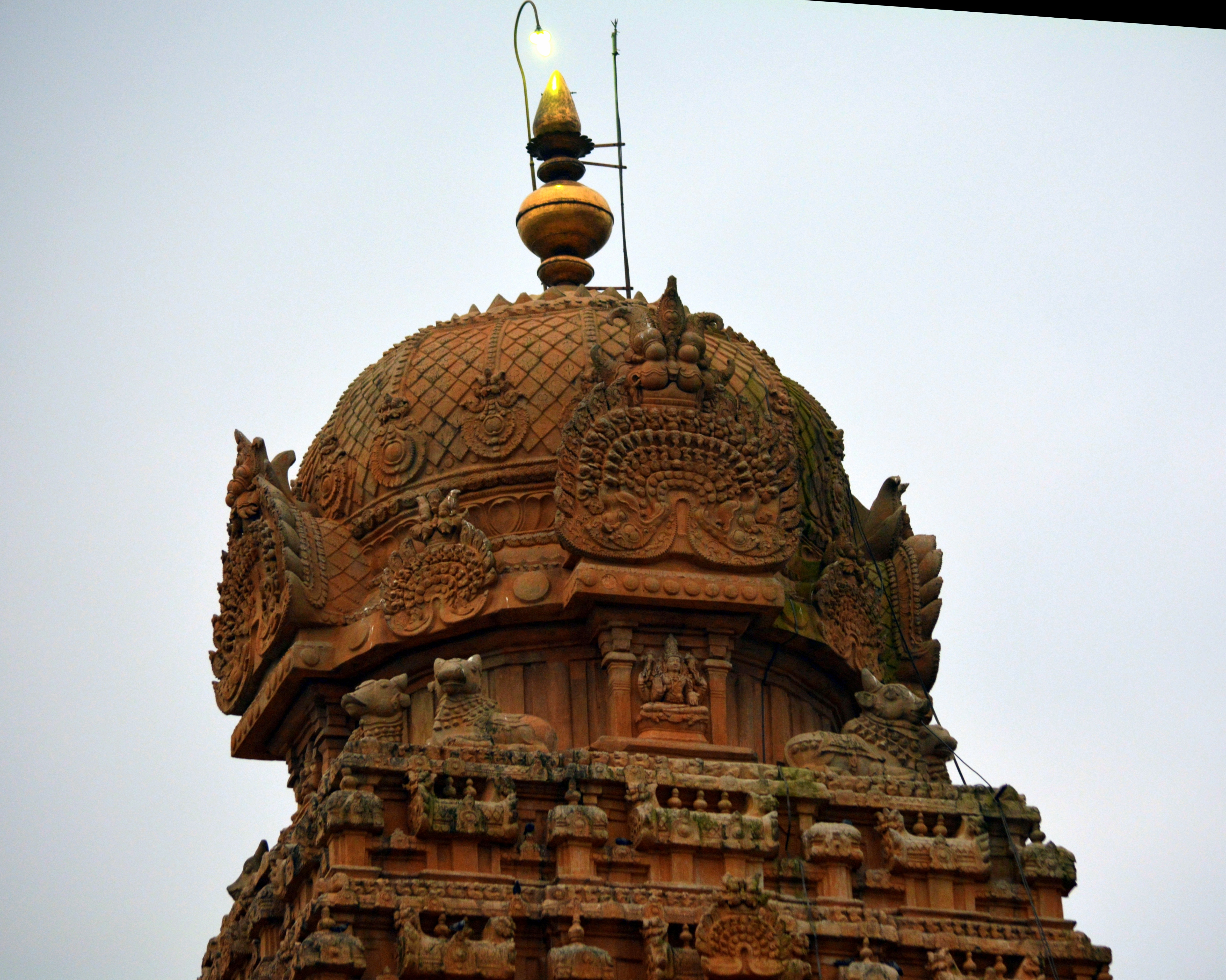
브리하디스와라 사원의 돔
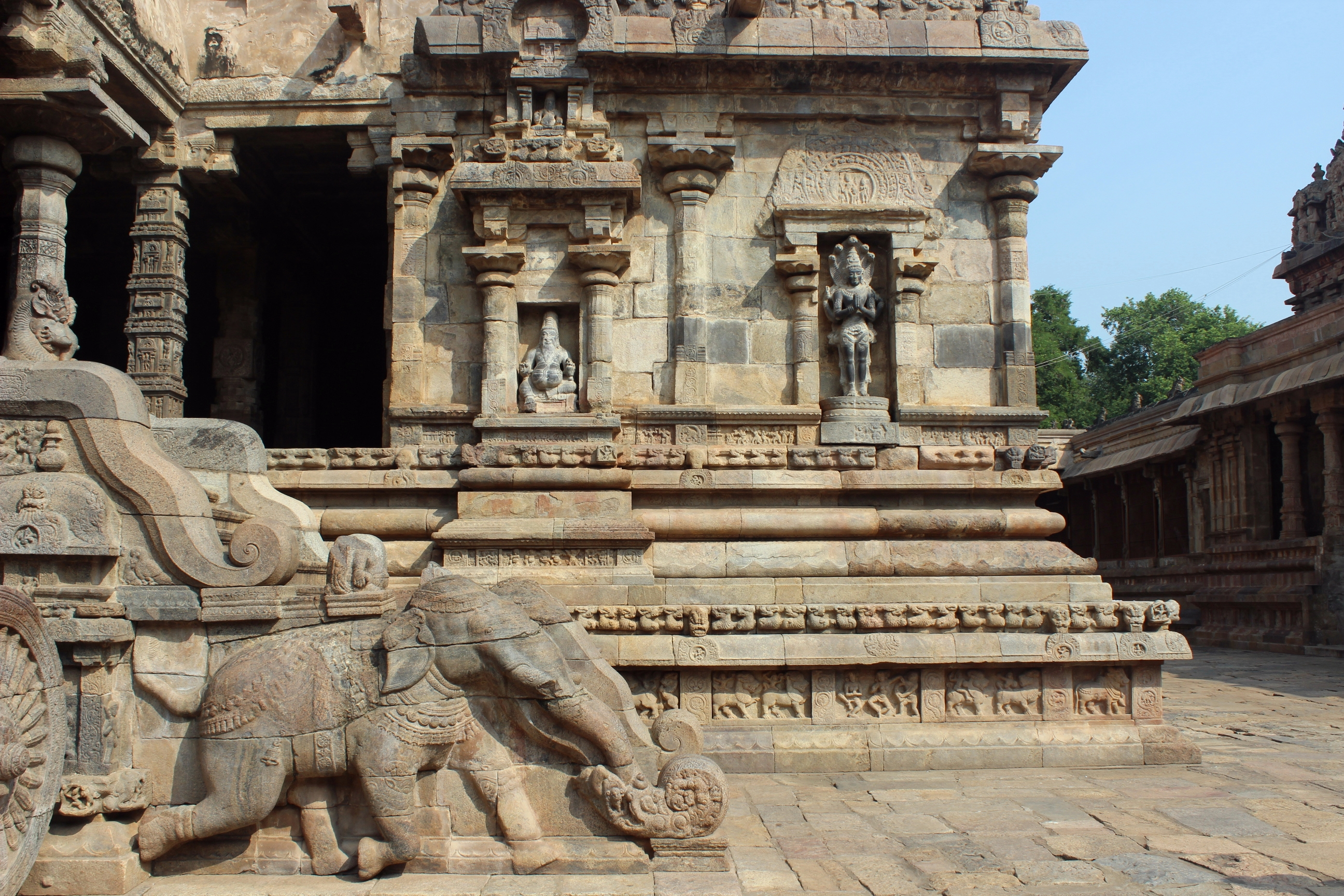
탄자부르의 아이라바테 사원